# Historia de Roma

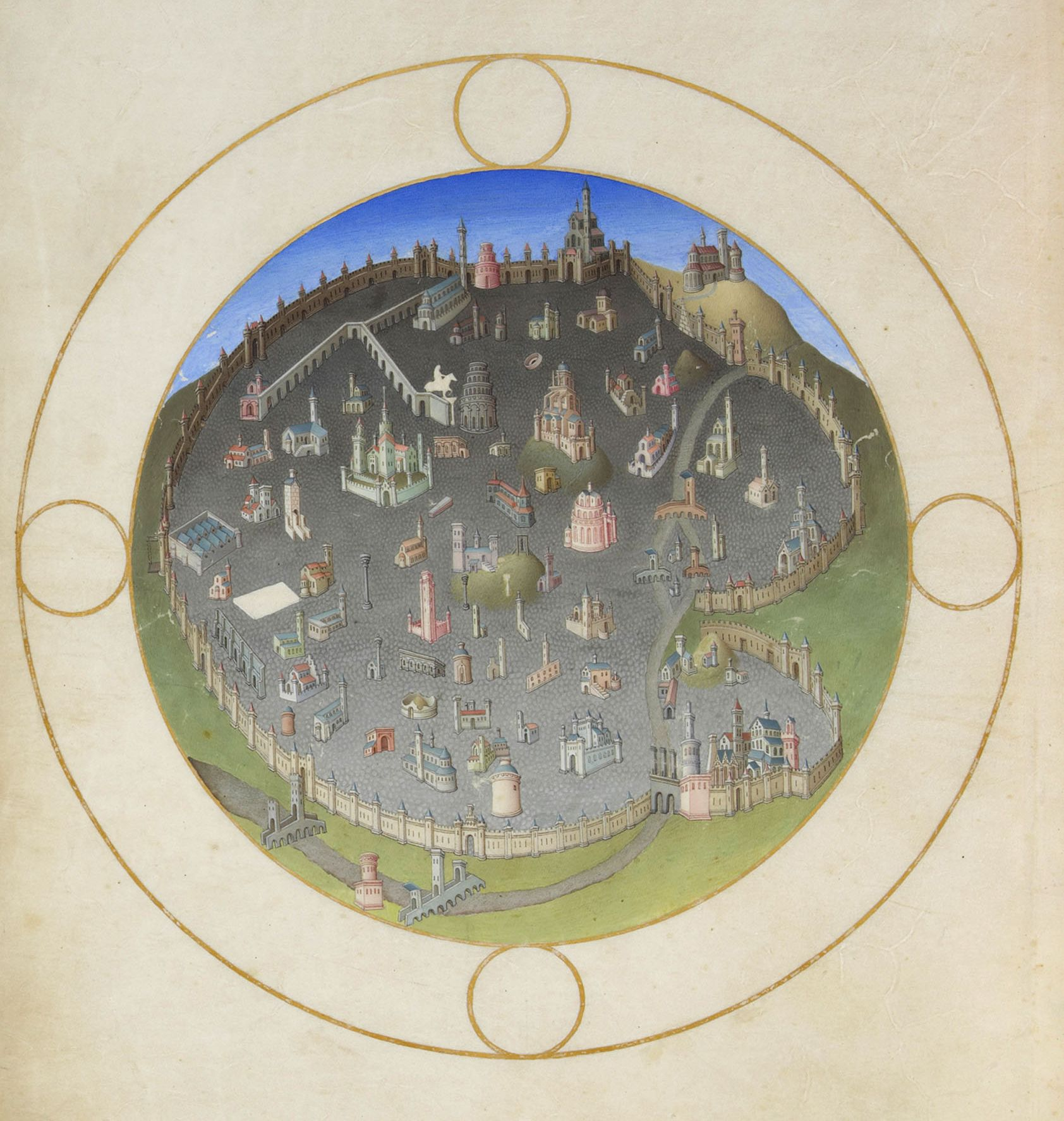
Planta medieval de Roma.

La historia de Roma es la historia de la ciudad de Roma como entidad urbana y la historia de los estados e instituciones de los cuales ha sido capital o sede a lo largo del tiempo. Se puede dividir en prehistoria, Roma antigua, Roma medieval, Roma moderna y contemporánea; o bien en Roma antigua, Roma pontificia y Roma italiana contemporánea.
El período más fecundo de la historia de Roma en términos políticos, económicos, sociales y culturales fue su desarrollo en la Edad Antigua, concretamente en la Antigüedad clásica. Fue la cabeza de un gran Estado imperial y sede de una nación establecida en tres continentes. En su momento de mayor desarrollo el imperio creado por Roma alcanzó los tres millones y medio de kilómetros cuadrados y unos setenta millones de habitantes, entre ciudadanos y no ciudadanos. Roma es, así, una de las ciudades que han jugado un papel importante en la historia de la humanidad. Se la ha llamado la Ciudad Eterna. La civilización romana, junto la griega, ha sido la madre cultural de las modernas naciones occidentales.
La historia posterior de Roma, sea en la Edad Media y en las épocas sucesivas, presenta un carácter más bien comunal, localista, y está casi siempre ligada a la historia del papado, la de Italia y la de pueblos, reinos e imperios que intentaron ejercer dominio sobre la ciudad.
Con casi tres mil años de historia, la ciudad es un buen ejemplo del desarrollo cíclico que puede tener una entidad urbana: un desarrollo geográfico y demográfico hasta el límite de lo posible (Antigua Roma), el estancamiento y el declive hasta casi desaparecer (Edad Media), y un nuevo desarrollo (Edades Moderna y Contemporánea). Pocas ciudades han tenido tal evolución y jugado a la vez un rol tan importante en la historia de la humanidad, ya sea como crisol de civilizaciones o sede de importantes movimientos artísticos y de instituciones, tanto civiles como religiosas. La persistencia de esta ciudad y de su población, en medio de tantos avatares históricos, efectivamente constituye el hecho destacado.

## Civilización de Roma
Los primeros vestigios de asentamientos en la zona de Roma se remontan a la prehistoria.
Las pistas siguientes se remontan a la Edad de Piedra y se relacionan con la llegada de un grupo de pueblos indoeuropeos conocidos como itálicos y como parte de un fenómeno general de la migración que parece haberse llevado a cabo hacia la península italiana en dos oleadas; la primera correspondería a los itálicos pertenecientes al subgrupo latino-falisco y, la segunda, a los itálicos pertenecientes al subgrupo osco-umbro.
Algunos de los del primer grupo, y en modo especial los latinos, ocuparon  el valle del río Tíber. Su territorio limitaba con el de varios otros grupos de poblaciones itálicas y, en el norte, con el importante pueblo preindoeuropeo de los etruscos.
El pueblo itálico de los volscos, de origen osco, ocupó la parte sur del Lacio mientras, otro pueblo osco, los sabinos, se instaló un poco más al norte y al oeste de los montes Apeninos.
La ubicación de Roma se debió sin duda a su papel crucial en el servicio de la intersección de la vía acuática y terrestre que, a través del vado de la isla Tiberina, conectaba Etruria con Campania, o bien el mundo etrusco con el de la Magna Grecia. El área de Roma se fue constituyendo como un sector de encuentro de las diversas vías de comunicación que confluían en ella y cuyo recuerdo ha quedado registrado en el posterior trazado de importantes avenidas, tales como el punto de bifurcación de la Vía Apia y Latina.
El primer asentamiento preurbano de Roma se constituyó en el Monte Palatino (existe evidencia de que este se remonta al siglo XIV a. C.). Luego, la ocupación se fue extendiendo hacia el Quirinal y las colinas del Esquilino. Los restos arqueológicos han demostrado que a finales de la Edad del Bronce y comienzos de la del Hierro existía a lo largo del Tíber hasta Ostia una densa red de aldeas que poblaban las colinas adyacentes.
La ciudad se formó a través de la unión de las diversas aldeas, proceso que duró varios siglos, hasta desembocar en un verdadero centro urbano. La leyenda de Rómulo podría denotar al gestor de la primera unificación de los núcleos aldeanos en una sola entidad urbana.

## El surgimiento de Roma y la civilización romana
Nacida como una humilde ciudad-Estado, Roma aprovechó al máximo sus ventajas geográficas, sus fortalezas políticas, sociales, económicas y militares, expandiéndose territorialmente fuera del Lacio. Unificará Italia y conquistará todos los territorios que rodean el Mar Mediterráneo, formando el último y mejor organizado imperio de la Antigüedad; en el proceso difundirá por todas sus provincias la cultura latina mezclada con la griega y helenística, y echará las bases de la futura Civilización Occidental.

### Fundación de Roma
La tradición clásica expresa que la ciudad se fundó en el 753 a. C. a orillas del río Tíber por personajes legendarios hijos de Rea Silvia y el dios Marte; estos dos niños varones, fueron abandonados a orillas del río Tíber, donde fueron amamantados por una loba llamada Luperca (loba capitolina, símbolo de Roma) y luego criados por unos pastores que los tomaron como hijos propios. En el mismo lugar donde fueron amamantados por la loba, fundaron una ciudad. Rómulo más tarde mató a su hermano Remo por una disputa por el coste de la entrada a la ciudad, la que fue entonces llamada Roma (ciudad de Rómulo).
Lo que en verdad se sabe es que Roma fue fundada en forma progresiva por la instalación de tribus latinas en el área de las tradicionales siete colinas, mediante la creación de pequeñas aldeas en sus cimas, que terminaron por fusionarse (siglo IX y siglo VIII a. C.). La historiografía contemporánea considera errónea la antigua tradición romana de atribuirle la fundación a un único personaje como fue Rómulo; más histórica es la figura del rey etrusco quien le dio a Roma una verdadera fisonomía ciudadana gracias a su obra urbanizadora a finales del siglo VII a. C.

### Desarrollo urbanístico durante la Antigüedad

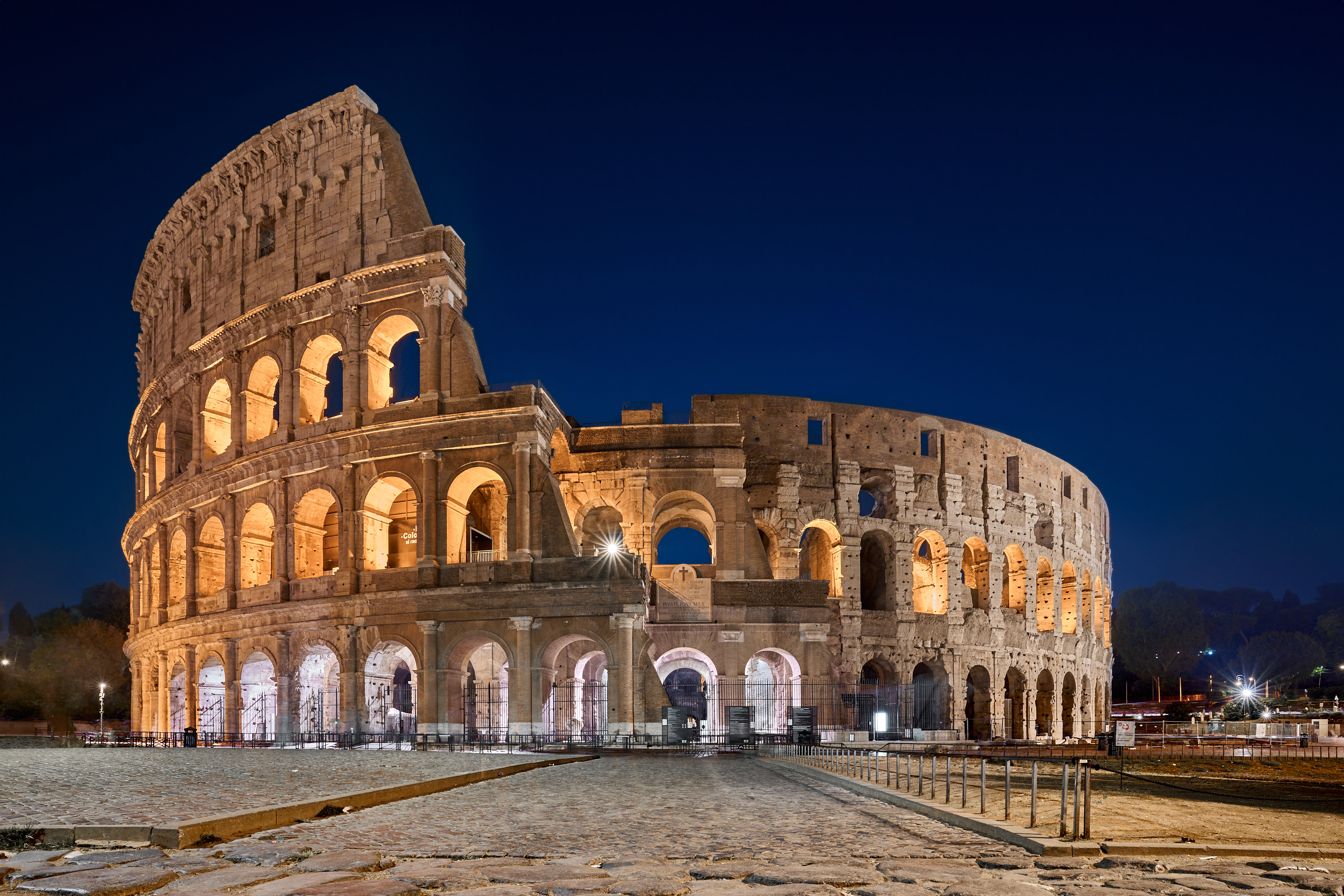
El Coliseo romano. Una de las Nuevas maravillas del mundo.

Cuando los núcleos latinos que habitaban las colinas del Quirinal, Esquilino y Celio se fusionaron con los del Palatino, fortificaron el recinto habitado, y así se inició la primera fase de la Roma antigua hacia el siglo VIII a. C. (Roma Quadrata). De esta época data la creación de las cuatro regiones en las que estuvo dividida la ciudad en tiempos históricos. Durante una segunda fase, el perímetro de la ciudad se extendió por el monte Capitolino y por un pequeño valle que lo separaba del Palatino (allí se emplazó el Foro romano). Del siglo VI a. C. son las principales construcciones: Palacio Real, Foro, Cloaca Máxima y Tullianum.
Hacia 510 a. C. se fundó el templo de Júpiter Capitolino, y de la misma época son los templos de Saturno (498 a. C.), de (484 a. C.) y otros. Siguió un período de gran actividad constructiva: templos, basílicas, acueductos y caminos consulares (Vía Apia, Vía Latina, Vía Flaminia, etc). Una extensa reorganización se llevó a cabo en la época de Augusto, que incluyó la división de la ciudad en catorce regiones y la construcción y reconstrucción de templos y monumentos. El incendio de la ciudad en el 68 atribuido a Nerón -aunque otras fuentes lo desmienten-, hizo desaparecer gran cantidad de edificios, reconstruidos poco después por el mismo emperador.
La obra iniciada por Nerón fue continuada por sus sucesores: Vespasiano (Coliseo), Tito, Domiciano (renovación de los templos de Vesta, Augusto y Minerva, del Estadio, el Odeón, el Panteón, etc.). La obra de este último emperador fue proseguida por Trajano (Foro y Termas), Adriano (puente Elio, templos de Marciana y de Venus, Mausoleo, etc.), Septimio Severo, Caracalla (Termas). Aureliano dotó a Roma, en el siglo III, de las grandes murallas que llevan su nombre. En tiempos de Majencio se construyó la basílica homónima, y de Constantino, su sucesor, se conservan el Arco del Triunfo, las Termas Constantinas y las Elenianas.
Durante los siglos III y IV se mantuvo Roma en todo su esplendor, hasta el año 410, en que fue asaltada y saqueada por Alarico; a partir de este momento se inició su decadencia monumental.
Respecto a las cifras de población la ciudad alcanzaba los 300 000 habitantes para comienzos del siglo I a. C.; en el inicio del siglo I d. C.. alcanzaba los 500 000 hab. La ciudad llegaría, en su máximo desarrollo demográfico, en plena época imperial (siglo II d. C. al siglo III d. C.), a una cifra estimativa que oscila entre el millón y el millón y medio de habitantes.

### La Monarquía romana

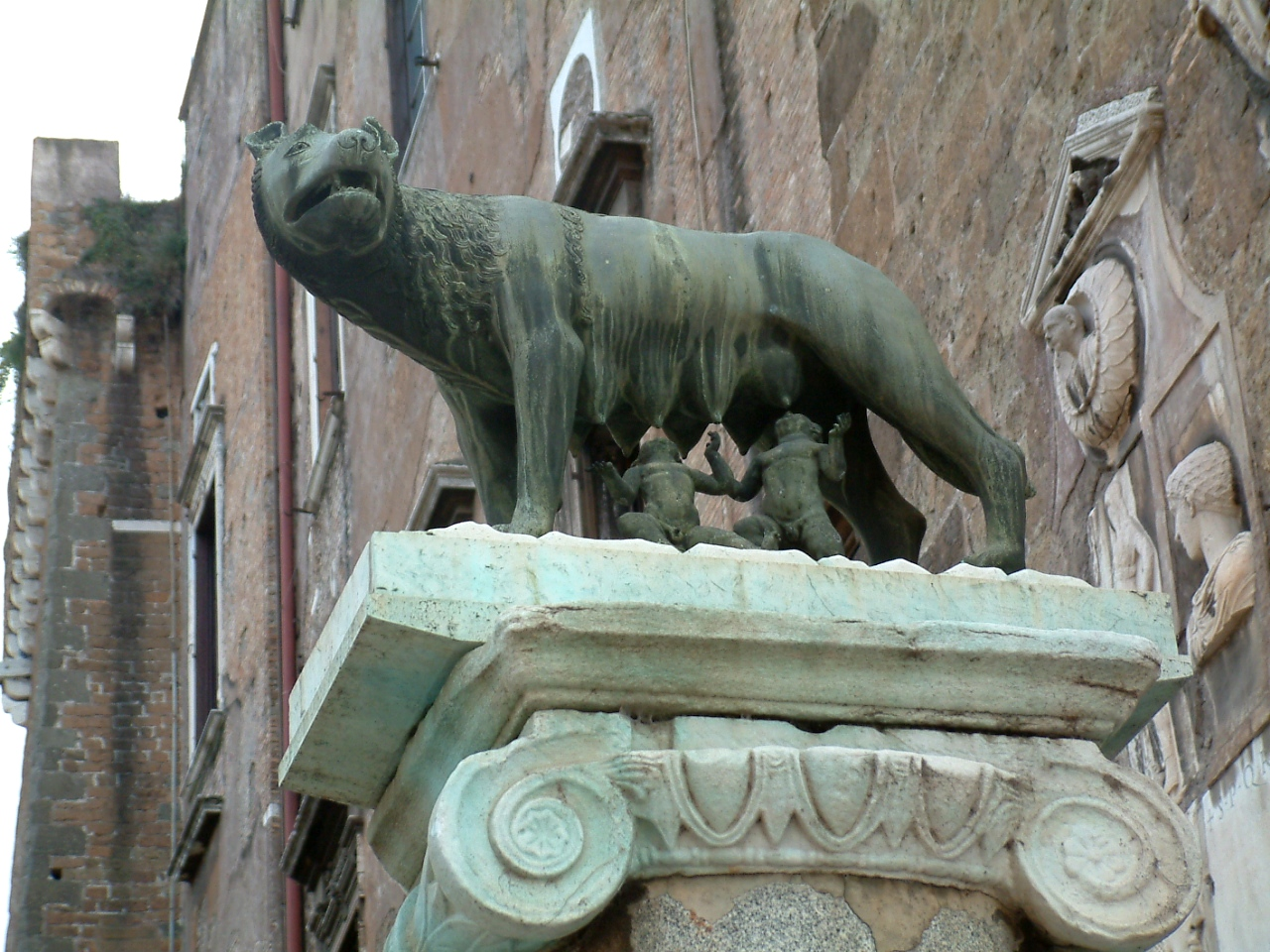
Rómulo y Remo.

La monarquía romana (en latín, Regnum Romanum) fue la primera forma política de gobierno de la ciudad-estado de Roma, desde el momento legendario de su fundación el 21 de abril del 753 a. C., hasta el final de la monarquía en el 510 a. C., cuando el último rey, Tarquinio el Soberbio, fue desterrado, instaurándose la República Romana.
Aunque los orígenes de la ciudad son imprecisos, parece claro que fue la monarquía su primera forma de gobierno, un dato que parecen confirmar la arqueología y la lingüística. La mitología romana vincula el origen de Roma y de la institución monárquica al héroe troyano Eneas, quien, huyendo de la destrucción de su ciudad, navegó hacia el Mediterráneo occidental hasta llegar al territorio que actualmente corresponde a Italia. Allí fundó la ciudad de Lavinium; posteriormente su hijo Ascanio fundaría Alba Longa, de cuya familia real descenderían los gemelos Rómulo y Remo, los fundadores de Roma.
Después de ser fundada por las tribus latinas de la región, la ciudad fue conquistada por otro pueblo itálico más avanzado: los etruscos. Este pueblo imprimió a Roma un sello cultural indeleble e hizo crecer la ciudad. Los etruscos legaron a los romanos sus conocimientos de ingeniería, su arte y el uso del alfabeto (que a su vez habían adaptado de los griegos). En esta época Roma fue gobernada por una serie de reyes de esa nacionalidad, siendo el más notable de ellos Servio Tulio (s. VI a. C.), el cual la dotó de importantes instituciones sociales y rodeó a la ciudad de un cinturón amurallado que se mantuvo por varios siglos (las murallas servianas). El último rey etrusco fue Tarquinio el Soberbio, un verdadero tirano, cuyos abusos originaron la revolución de la nobleza romana en el año 509 a. C., expulsando a los etruscos y fundando la República.
De la dominación etrusca Roma salió convertida en una ciudad-estado semejante a las polis griegas. Con el tiempo Roma se convertiría en un estado territorial.

### La República romana

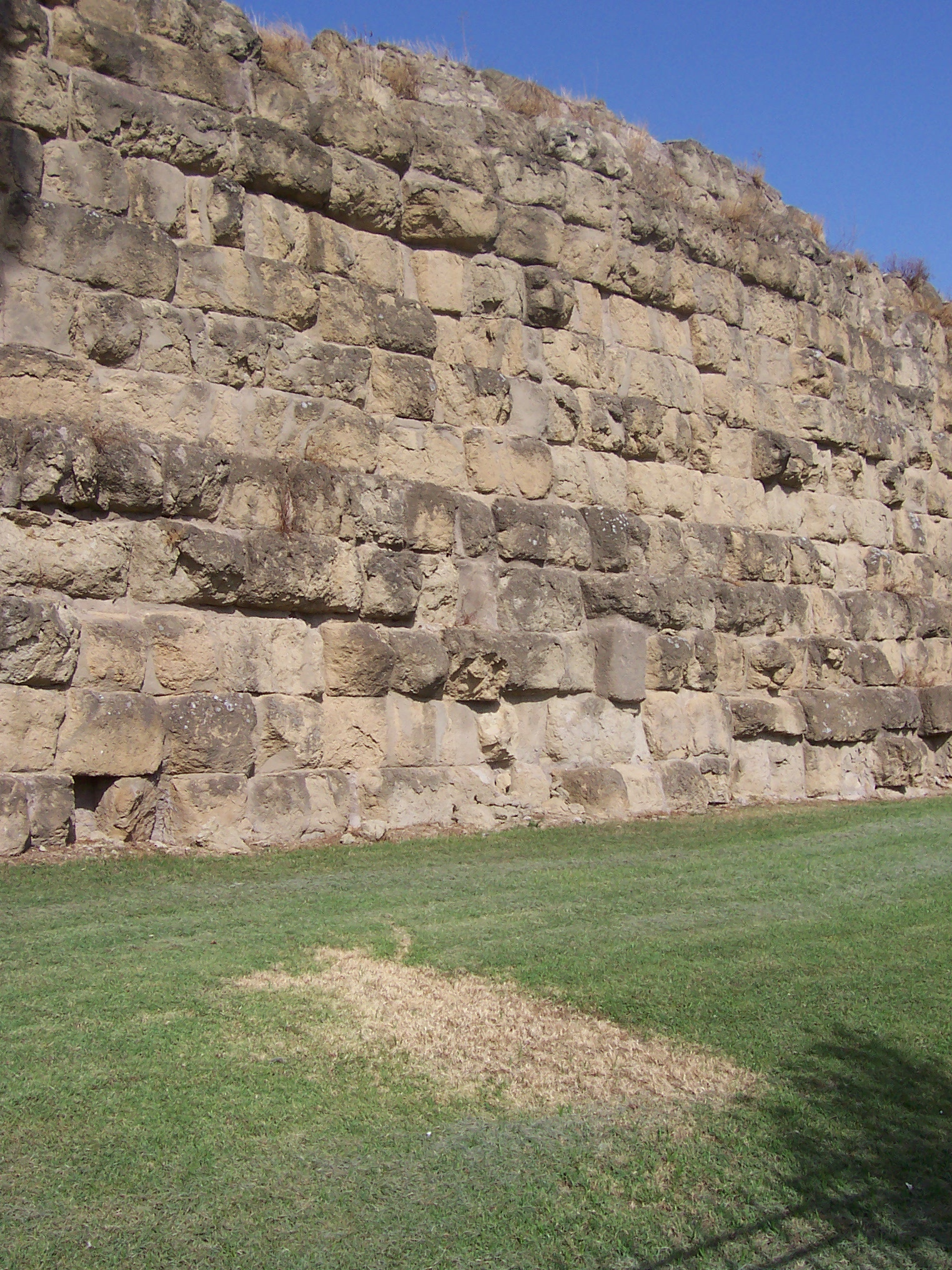
Una muralla serviana, parte de las primeras murallas romanas.

La República (509 a. C.-27 a. C.) fue una etapa de la Antigua Roma en la cual la ciudad y sus territorios tuvieron un sistema de gobierno ejercido por magistrados electos por asambleas de ciudadanos, en el contexto de un estado de derecho.

#### Gobierno y sociedad de la República romana
La monarquía romana fue abolida el 509 a. C., y sustituida por la República. Una característica del cambio fue que la administración de la ciudad y sus distritos rurales quedó regulada por el derecho de apelar al pueblo contra cualquier decisión de un magistrado concerniente a la vida o a las leyes (derecho jurídico).
La República romana careció de una constitución política escrita, teniendo esta un carácter más bien de derecho consuetudinario; su ordenamiento y funcionamiento estuvieron dictados por los usos y costumbres de la clase patricia fundadora y de acuerdo con sus intereses oligárquicos.
La administración ejecutiva quedó dotada de imperium o poder omnímodo, el cual tenía un origen religioso que arrancaba del propio dios Júpiter. Los magistrados dotados de imperium —cónsules, pretores y, finalmente, los dictadores— solo lo ejercían extra pomoerium, es decir, fuera de las murallas de Roma. En consecuencia, tenía un carácter esencialmente militar. En la ciudad, mientras ejercían sus funciones civiles, los magistrados estaban sometidos a limitaciones legales y controles mutuos.
En esta etapa el gobierno de la ciudad estuvo en manos de las clases más ricas y nobles. Roma nunca llegó a ser una democracia como Atenas, debido a que las clases populares tenían escasa cultura cívica y delegaban siempre en la nobleza (los patricios) la solución de los asuntos de la ciudad. La República mantuvo siempre un gobierno oligárquico y plutocrático. Las veces en que el poder popular intentó, acaudillado por algún líder carismático (salido siempre de la aristocracia) competir de veras con la nobleza, fue derrotado en toda la línea (como fue la tentativa de los hermanos Graco, a finales del siglo II a. C.).
En un comienzo, solo los patricios tenían derechos ciudadanos y formaron una serie de asambleas que elegían los diversos cargos de gobierno. A estas asambleas se les llamó comicios y elegían en forma anual las magistraturas de gobierno: los dos cónsules (que detentaban el Poder Ejecutivo y dirigían el ejército), y otras magistraturas (pretores, censores, etc). Junto a los comicios existía un poderoso cuerpo de gobierno llamado el Senado. El Senado era una asamblea formada por los patricios más importantes de Roma y era la institución que verdaderamente gobernaba la ciudad, sobre todo en materia de política exterior. Sus miembros no eran elegidos popularmente, sino que ingresaban por derecho propio y eran vitalicios. La soberanía del Senado y los Comicios quedaba expresada en la tradicional fórmula que adorna hasta hoy el escudo de Roma: SPQR ("Senatus Populusque Romanorum": el Senado y el pueblo de los romanos).
Más abajo en la escala social se encontraban los plebeyos. Los plebeyos, que en un comienzo eran de origen extranjero, se dedicaban a la artesanía, la agricultura, el comercio y los servicios en general, no tenían derechos cívicos. Generalmente, se reconocían como clientes de algún patricio: los plebeyos recibían protección a cambio de servicios.
La situación social iría cambiando con el correr de los siglos. La necesidades defensivas de Roma obligaron a los patricios a admitir en el ejército a los plebeyos, y luego a otorgarles derechos cívicos. Los plebeyos obtuvieron el derecho a voto en los comicios y el derecho a ser elegidos para las diversas magistraturas. De esta forma fueron obteniendo la igualdad política. A fines del siglo V a. C. los plebeyos más ricos y destacados pudieron ingresar en el Senado.
A mediados del siglo IV, las desigualdades políticas entre los romanos habían desaparecido, pero seguían existiendo las diferencias sociales y económicas, que a la larga nunca pudieron ser superadas y se agudizaron aún más. La mezcla de los plebeyos más ricos con los antiguos patricios formó una nueva aristocracia: la aristocracia patricio-plebeya u optimates. Esta clase será la que gobernará Roma hasta fines de la República.
Progresivamente, y de manera diferenciada en el tiempo y en el espacio, Roma irá extendendo la ciudadanía romana  a los habitantes de los distintos territorios  bajo su control como eran, por ejemplo, las romana provincias -las cuales  consistían en todos los territorios situados fuera de  Italia- lejos de quedarse desierta como Esparta, la nación romana irá creciendo.
A finales de la República la situación social se había deteriorado bastante: las guerras de conquista produjeron grandes mortandades entre los pequeños propietarios que formaban el grueso de las legiones; su pobreza aumentó aún más debido a la acaparación de las tierras agrícolas italianas por parte de la aristocracia y por el aumento explosivo de la esclavitud. Los plebeyos, despojados de sus tierras, se convirtieron en una masa ociosa y llena de vicios que se concentró en las ciudades y fue conocida como el proletariado. Los proletarios vendían su voto a los aristócratas y ricos de Roma que participaban en la política. Los patricio-plebeyos que ocupaban el Senado, así como sus parientes, terminaron por formar una clase más y más cerrada que acaparó el gobierno y las mejores tierras: la clase senatorial.
Por encima de los proletarios se fue formando una clase enriquecida en el comercio y las guerras: los caballeros u orden ecuestre. Se mostraban resentidos con la clase senatorial y aspiraban a participar en el gobierno.

#### El poder militar romano y la formación del imperio
La Roma republicana fue un estado guerrero. La base de su poder fueron las legiones romanas. Las legiones de la época republicana eran unidades semejantes a los actuales regimientos de infantería formadas por ciudadanos-soldados y apoyadas por cuerpos auxiliares; muy flexibles, las legiones fueron la más eficiente fuerza militar de la Antigüedad, superando, incluso, a las falanges macedonias. Las necesidades de asegurar sus fronteras, conquistar nuevas tierras para instalar a sus ciudadanos y dedicarlas a la agricultura, defender a sus aliados, expandir su comercio, o la simple gloria militar, incitaron a los romanos a la expansión geográfica. Esto convirtió a la ciudad en un estado territorial y luego en un vasto imperio.

##### Roma conquista Italia
Al comenzar expansión romana en Italia, esta carecía de cualquier unidad política. Una serie de pueblos -los itálicos, de los cuales los latinos y los mismos romanos formaban parte- dominaban la península itálica de norte a sur. Roma emprendió largas campañas militares contra los  demás pueblos itálicos, derrotándolos y, al mismo tiempo, incorporandolos  de manera federal al Estado romano en calidad de  socii (aliados)  y  estableciendo sólidas alianzas políticas y militares con ellos, lo que permitiría su futura fusión.
En primer lugar, los romanos invadieron la Etruria, y, dirigidos por el dictador Camilo, se adueñaron de la ciudad de Veyes (395 a. C.) tras un largo asedio. Luego, vencieron a la Liga Latina (338 a. C.). Más larga y dura fue la lucha contra los samnitas de la Campania y, tras una serie de campañas, con victorias y derrotas por ambos lados, el cónsul Curio Dentato obtuvo la sumisión del Samnio (finales del siglo IV). Distinto le fue con los galos cisalpinos (en el norte de Italia), campaña en que Roma estuvo a punto de sucumbir (390 a. C.): una banda de galos senones, dirigida por Breno, descendió de la Galia Cisalpina, derrotó al ejército romano, tomó la ciudad y la saqueó. Este primer "saco de Roma" tuvo como consecuencia la reorganización del ejército, lo que permitió al Estado romano reiniciar su política expansionista en breve. A comienzos del siglo III a. C. Roma se enfrentó con las ricas y poderosas polis italiotas de la Magna Grecia, en el  sur de Italia y, a pesar de que éstas llamaron al general Pirro, discípulo de Alejandro Magno, en su defensa, terminaron por ser avasalladas y federados por la nueva potencia.
A mediados del siglo III a. C. Italia había sido conquistada,  anexada al Estado romano, unificada y convertida en el territorio metropolitano de la misma  Roma, constituyendo así, a través de los siglos, la unidad central de la República y del posterior Imperio romano.

##### Roma conquista el Mediterráneo Occidental
Los romanos tuvieron que enfrentar a la República de Cartago (siglos III y II a. C.). Cartago era un poderoso puerto fenicio ubicado en la costa de Túnez, en África. Se dedicaba al comercio marítimo. Roma y Cartago se enfrentaron en tres cruentas guerras llamadas las guerras púnicas.
En la primera guerra, a raíz de la hegemonía en Sicilia, Roma se vio en la necesidad de luchar por mar con Cartago, a la cual venció. Dirigidos por Lutacio Cátulo los romanos vencieron a los cartagineses en las islas Égates: Roma quedó dueña de Sicilia (241 a. C.), y posteriormente de Córcega y Cerdeña.
En la segunda guerra (empezada hacia el 220 a. C.) Roma estuvo a punto de ser vencida y aniquilada por Cartago, la cual, dirigida por el famoso general Aníbal, atacó a la República en pleno corazón de Italia. Roma sufrió las peores derrotas militares de su historia (batallas de Trebia, Tesino, Trasimeno y Cannas, entre 217 y 216). La República encontrará en la figura de Escipión el Africano al guía que enfrentará a Aníbal. Durante esta guerra comenzó la penetración de Roma en Hispania y en la Galia transalpina. Finalmente, Escipión llevó la guerra a la propia Túnez, donde derrotó en forma inapelable a Aníbal en la batalla de Zama (202 a. C.). De golpe el imperio cartaginés pasó a manos de Roma, que se transformó en la potencia dominante en el Mediterráneo Occidental.
En la tercera guerra púnica, Roma, dirigida por el general Escipión Emiliano, sitió, tomó y quemó Cartago, destruyendo definitivamente su influencia (146 a. C.).
Durante el siglo II a. C., Roma consolidó su presencia en Hispania (actual España y Portugal), tomando, Escipión Emiliano, la ciudad de Numancia (133 a. C.) y sometiendo a los celtíberos.
A finales de la República, Julio César, en el contexto de las luchas civiles, emprenderá la conquista de la extensa región de la Galia (actual Francia, Bélgica, Suiza, el sur de Alemania), derrotando y sometiendo a las tribus celtas (entre 58 y 51 a. C.).

##### Roma conquista el Mediterráneo Oriental
Entre los siglos II y I, los romanos derrotaron y conquistaron los estados helenísticos salidos de la división del imperio de Alejandro Magno: Macedonia, Grecia, Siria, y, finalmente Egipto.
El primero en sufrir los embates de Roma fue el reino de Macedonia. Los romanos, dirigidos por el cónsul Flaminio, deseosos de vengar la ayuda de ese reino a Cartago, vencieron a las falanges macedónicas en la batalla de Cinoscéfalos (197 a. C.). Algunas décadas después, el cónsul Paulo Emilio volvió a vencer a Macedonia, que se convirtió en provincia romana (142 a. C.).
Después le tocó el turno a Grecia. Debido al apoyo prestado a los macedonios, el cónsul Lucio Mumio atacó a Corinto, la saqueó y la destruyó. Hacia 127 a. C. Grecia era una provincia romana.
En forma paralela Roma penetró en Asia Menor y en Siria. Derrotó al rey Antíoco III de Siria en la batalla de Magnesia (190 a. C.). Roma erigió en Asia Menor y el Medio Oriente, a lo largo del siglo II a. C. y siglo I a. C., una serie de protectorados que a la postre se convirtieron en provincias.
La conquista del Mediterráneo Oriental se completaría con la ocupación de Egipto por obra del general Octavio, que destronó a su última reina, Cleopatra (siglo I a. C.), mientras luchaba con su rival Marco Antonio por el dominio del Imperio.
A finales de la República se puede hablar de un imperio romano. Las provincias eran consideradas posesiones de explotación y fueron gobernadas por procónsules dotados de poderes omnímodos y cuyo único afán fue enriquecerse a como diera lugar.

#### Manifestaciones culturales de la República romana y su helenización
Durante la República se dio el fenómeno de la helenización de la primitiva cultura romano-latina. El contacto con los vencidos griegos y macedonios, cuyos territorios habían pasado a manos de la República, trajo como consecuencia la llegada de costumbres y formas culturales griegas y helenísticas a Roma. Los dioses latinos (Júpiter, Marte, etc), son identificados con los griegos, la literatura latina adquiere formas y temática griegas (el teatro griego), se populariza el idioma griego entre las clases altas y se desarrolla en ellas la tendencia al lujo y al derroche, llegan a Roma profesores y filósofos griegos a enseñar, etc. Roma difundirá por su imperio su cultura, mezclada con la griega y helenística.

##### Arte
Las primeras manifestaciones del arte romano nacen bajo el influjo del arte etrusco, enseguida contagiado por el arte griego que los romanos conocieron en las colonias de la Magna Grecia del Sur de Italia y que Roma conquistó en el proceso de unificación territorial de la península, durante los siglos IV y III a. C. La influencia griega se acrecienta cuando, en el siglo II a. C., Roma ocupa Macedonia y Grecia.
Fueron característicos del arte romano el uso del arco, la bóveda y la cúpula en las obras arquitectónicas, y la escultura realista, los bajorrelieves y los mosaicos en las artes plásticas y decorativas.
El arte romano antiguo tendrá profunda influencia en el futuro posterior, inspirando el clasicismo renacentista y en el neoclásico contemporáneo, especialmente en los aspectos arquitectónicos y escultóricos.

##### Literatura
En muchos aspectos, los escritores de la República romana y del Imperio romano eligieron evitar la innovación en favor de la imitación de los grandes autores griegos. La Eneida de Virgilio emulaba la épica de Homero, Plauto seguía las huellas de Menandro, Tácito emulaba a Tucídides, Ovidio exploraba los mitos griegos. Por supuesto, los romanos imprimieron su propio carácter a la civilización que heredaron de los griegos. Solo la sátira es el único género literario que los romanos identificaron como específicamente suyo.

##### Religión y mitología
La religión romana antigua se basó en la creencia en una deidad superior -Júpiter- y en otras menores (Marte, Juno, Quirino, Minerva, etc.) agrupados en tríadas según la época (al principio: Júpiter-Marte-Quirino; después, Júpiter-Juno-Minerva). Júpiter fue apropiado por los romanos en términos de dios nacional, en detrimento de los latinos, que lo veneraban en común. La voluntad de Júpiter era la base del Derecho, y su voluntad, así como la de los otros dioses, debía ser descubierta por adivinos, sacerdotes y augures. Su culto público estaba en manos de colegios sacerdotales especializados, presididos por el pontífice máximo. Existía un culto privado a los espíritus de los antepasados (lares, manes, penates).
Durante el Imperio se desarrollaron cultos provenientes del Oriente que prometían la trascendencia y la vida eterna, tal como el de Mitra y el cristianismo. Por su parte, Júpiter llegará a ser interpretado en el Bajo Imperio en términos casi monoteístas por efecto de la filosofía neoplatónica y el paganismo tardío en su competencia final con el cristianismo.
El modelo romano incluía una forma muy diferente a la de los griegos de definir y concebir a los dioses. Por ejemplo, en la mitología griega Deméter era caracterizada por una historia muy conocida sobre su dolor debido al rapto de su hija Perséfone a manos de Hades; los antiguos romanos, por el contrario, concebían a su equivalente Ceres como una deidad con un sacerdote oficial llamado Flamen, subalterno de los flamines de Júpiter, Marte y Quirino, pero superior a los de Flora y Pomona. También se le consideraba agrupada en una tríada con otros dos dioses agrícolas, Liber y Libera, y se sabía la relación de dioses menores con funciones especializadas que le asistían: Sarritor (escardado), Messor (cosecha), Convector (transporte), Conditor (almacenaje), Insitor (siembra) y varias docenas más.

##### La educación
De acuerdo con el investigador Indro Montanelli, en cuanto a la educación, el hijo varón era generalmente bien acogido, además de que los romanos tenían la creencia de que si no dejaban a alguien que cuidase de su tumba y celebrase sobre esta los debidos sacrificios, sus almas no entrarían en el paraíso. En la educación, la religiosidad más que una mejora de vida romana, le enseñaba al chico romano disciplina que usaría para fines prácticos e inmediatos, así como el manejo de la siembra y agricultura. Cuando el individuo romano aprendía a deletrear y tener conocimiento sobre sus leyendas regionales, pasaba al aprendizaje de las matemáticas y la geometría. Las primeras consistían en sencillas operaciones de cálculo, basándose en escritos y números que solamente eran imitaciones. En cuanto a la geometría, permaneció de manera antigua, sin embargo sufrió cambios en el momento en que los griegos comenzaron a enseñarla.
Los padres romanos preferían fortalecer el cuerpo de sus hijos poniéndolos a trabajar en propiedades en donde se aplicase la azada y el arado, de manera que en el futuro éstos aplicasen esa fuerza en el Ejército. Por este modo de educación, no era necesaria la utilización de la medicina, porque los romanos consideraban que no eran los agentes infecciosos los que provocaban las enfermedades, sino los dioses.
Con Octaviano como jefe de Estado, Roma comienza a transmitir a través de sus instituciones una cultura caracterizada por la difusión de la civilización Latina en la ciudad.
Durante este período en que Roma fue un gran imperio, predominó la tendencia a la palabra escrita como manifestación cultural. Los libros solían publicarse en papiros de acuerdo con la tradición helenística adoptada y enrollados en forma de pergaminos. La publicación de una obra implicaba la autorización a hacer copias de ella, reproducciones que eran hechas a mano.
Los libros, las bibliotecas, y el público lector fueron en aumento a consecuencia de la expansión de la educación elemental. Cada vez más personas buscaban instrucción, saber leer y escribir era una forma de ascender socialmente, en una ciudad con una gran expansión demográfica, las profesiones relacionadas con la escritura eran mejor remuneradas y mejor valoradas socialmente.
La tradición helénica de la retórica continuó fortaleciéndose en el Imperio Romano con autores como Quintillano que afirmaba que “la meta final del sistema educativo sigue siendo la formación del hombre experto en el hablar, parte de su extenso libro Instituto Oratoria.

#### La caída de la república Romana
Al obtener el dominio del Mediterráneo la mayoría de las actividades económicas -comerciales, industriales y mineras- fue apropiada por los ricos comerciantes romanos provenientes de la clase ecuestre, quienes desarrollaron un intenso capitalismo monetario y esclavista.
La Pax romana imperial consolidó el gran comercio mediterráneo con ramificaciones intercontinentales, importando y exportando productos que llegaron hasta la India y China. Roma se convirtió en el primer centro comercial del mundo.
A medida que avanzó el Imperio, la riqueza y las actividades económicas se fueron concentrando más y más en las provincias orientales, en detrimento de las occidentales, lo que anunciaba la decadencia económica de estas.
La República romana terminó en medio de grandes guerras civiles.
a) Situación social y política en el siglo I a. C.
La sociedad romana estuvo muy condicionada por el desarrollo económico del Estado. En un comienzo la base primordial de la economía en la Antigua Roma fue la posesión y explotación de las tierras agrícolas circundantes, propiedad de los patricios y de pequeños parcelistas plebeyos. En la medida que la República fue extendiendo su dominio sobre Italia y la cuenca del Mediterráneo, Roma entró en el circuito del gran comercio, beneficiándose con la afluencia de productos agrícolas —especialmente del Norte de África— y artesanales a bajo precio. A la larga, la economía italiana se resintió debido a la competencia de las provincias conquistadas; esto tuvo hondas repercusiones sociales al hacer prácticamente desaparecer a la clase media campesina y creándose extensos latifundios trabajados por una gran masa de esclavos. Los campesinos sin tierra debieron emigrar a Roma y las grandes ciudades de Italia, convirtiéndose en proletarios y engrosando la clientela de los políticos profesionales que luchaban por el poder.
A fines de la República la situación de Roma en lo social y político era muy compleja. Las diferencias sociales seguían ahondándose. Frente a la gran masa de proletarios pobres se encuentra una clase de ricos comerciantes e industriales (el orden ecuestre o de los caballeros) y otra que acapara el poder político para sí (la clase senatorial). El fenómeno de la esclavitud se da en gran escala como consecuencia de las guerras de conquista. Tales dimensiones alcanzó esta práctica que llegó a poner en aprietos al propio Estado, como fue la furiosa rebelión de gladiadores esclavos, en demanda de su libertad, encabezada por Espartaco (en Italia, primera mitad del siglo I a. C.) y que fue sofocada tras una ardua guerra por los generales Craso y Pompeyo.
En lo político, las instituciones que servían para gobernar Roma cuando esta era una ciudad-estado ya no son aptas para gobernar un extenso imperio. La brevedad del mandato de los cónsules y las otras magistraturas hacía ineficiente el gobierno de extensos y lejanos territorios. Los comicios, que solo funcionaban al interior de la ciudad, perdieron su eficacia cuando Roma se transformó en un estado territorial, pues la mayoría de ciudadanos se concentraban en toda Italia y en algunas ciudades específicas esparcidas por las provincias y ya no pudieron participar en las elecciones. En la práctica, los comicios se habían transformado en una asamblea corrupta formada por los proletarios de Roma que vendían su voto al mejor postor.
Por su parte, el Senado era incapaz de hacer reformas democráticas debido a su composición aristocrática y acaparaba casi todo el poder para sí.
b) La intervención del ejército y los generales.
La necesidad de levantar grandes ejércitos acostumbró a los generales a ejercer el poder personal y a desobedecer al Senado. La composición del ejército había cambiado: de un ejército formado por ciudadanos-soldados, reclutados por un cierto tiempo, y leales a la República y sus instituciones, se pasó a uno formado por soldados profesionales, más leales a sus jefes que a Roma.
La necesidad de gobernar extensos territorios hizo necesaria la existencia de un fuerte poder central que la República no podía ofrecer. Los primeros que se atrevieron a ejercer el poder personal fueron los generales Mario y Sila, los cuales, apoyándose ya sea en los elementos populares, en la clase senatorial o en los caballeros, lucharon encarnizadamente por el control de la República. Pero el primero que se atrevió sin tapujos a declarar su aspiración a la realeza fue Julio César. En medio de una gran guerra civil, César venció al general Pompeyo y sentó las bases de una nueva monarquía, mas fue asesinado por los republicanos descontentos (44 a. C.). No obstante su asesinato, sus partidarios, entre los que destacaban los generales Marco Antonio y Octavio, se reagruparon y vencieron definitivamente a los republicanos en la batalla de Filipos (42 a. C.). A partir de este momento la República quedó sepultada y ambos generales se repartieron el imperio.
No tardaría en estallar una última guerra civil en la cual venció el general Octavio sobre su rival Antonio en la decisiva batalla de Accio (31 a. C.). Octavio asumió el título de emperador y un nuevo nombre: Augusto.

### El imperio romano
El Imperio fue la tercera etapa del desarrollo de la Antigua Roma y en que la principal institución política del Estado fue la Monarquía imperial, formada por el emperador, sus ministros, consejeros y gobernadores provinciales. La evolución de la Monarquía imperial en Roma tuvo dos etapas:
a) El Principado (siglos I y II d. C.)
También ha sido llamada esta etapa Alto Imperio. En esta etapa los emperadores mantuvieron la ficción de la existencia de la República, dejando funcionar algunas instituciones como el Senado, los Comicios y los cónsules. Pero el emperador se reservó el derecho de comandar los ejércitos y proponer los candidatos a las magistraturas y al Senado. El más importante emperador del Principado fue Augusto. Augusto consolidó la Monarquía imperial; él fue el "Princeps", es decir, el primero de los ciudadanos, pero también el "Imperator", es decir, el jefe supremo de las fuerzas armadas, por lo tanto, el verdadero detentador del poder político supremo; también recibió los títulos de "Pontífice Máximo" y "Padre de la Patria". Augusto gobernó directamente las provincias "imperiales" (aquellas fronterizas y con presencia militar) mediante sus legados, y en forma indirecta las "senatoriales" (las más interiores y pacificadas) a través de la gestión del Senado.
Durante el largo reinado de Augusto la cultura romana llegó a su apogeo. Augusto reforzó las fronteras del Imperio (los ríos Rin y Danubio fueron el límite Norte, y los ríos Éufrates y Tigris el límite Este). Terminó con la política de “el mundo para Roma” e impulsó una nueva: “Roma para el mundo”; en otras palabras, terminó con la explotación y abuso a que estuvieron sometidas las provincias durante la República y favoreció el progreso de las mismas. Augusto favoreció las artes y las letras, protegiendo a poetas y literatos: Horacio, Virgilio, Livio, etc.
Augusto murió en el 14 d. C. y fue sucedido por su sobrino Tiberio. Bajo el gobierno de Tiberio fue crucificado en Palestina Jesús de Nazareth (33 d. C.). El cristianismo, la nueva religión fundada por Jesús, hizo progresos decisivos en el siglo I, alcanzando a la misma Roma gracias a la predicación de los apóstoles Pedro y Pablo, quienes pronto morirían víctimas de la primera persecución decretada por el emperador Nerón. El cristianismo predicaba la igualdad entre los seres humanos y negaba la divinidad de los emperadores, el culto a Roma y la mera existencia de los dioses paganos. A pesar de que Roma era tolerante con las religiones extranjeras, la actitud de los cristianos sería considerada disolvente para el Estado; en breve, el cristianismo se atraería la hostilidad de las autoridades imperiales.
Los emperadores que sucedieron a Augusto llevaron al Imperio a su máxima extensión territorial. Claudio conquistó Britania (siglo I d. C.), y Trajano (siglo II d. C.) conquistó Dacia (actual Rumania) y Mesopotamia.
La monarquía imperial fue ejercida por sucesivas dinastías: durante el siglo I d. C. el Imperio fue gobernado por la dinastía Julio-Claudia, a la que perteneció Augusto, y descendiente de la más antigua aristocracia patricia de Roma. Pero con el correr del tiempo accedieron a la Monarquía dinastías de origen no del todo itálico y provincial (como, por ejemplo, los Antoninos y los Severos). La forma de designar al sucesor del emperador era mediante su preparación previa, su consagración por el Senado y el ejército, fuese en vida o después de muerto su antecesor; durante el siglo II se practicó el sistema de adopción del personaje más capaz; esta última forma dio excelentes gobernantes. En el peor de los casos la sucesión fue mediante el derrocamiento y el asesinato (ej: el asesinato de Calígula).
Roma fue gobernada por una serie de emperadores destacados, recordados la mayoría por su buen juicio, humanitarismo y sus políticas progresistas en beneficio de la ciudad y sus provincias: Tito, Trajano, Adriano, Antonino Pío, Marco Aurelio. Durante el gobierno de Vespasiano (s. I d. C.) Roma destruyó el Templo de Jerusalén y posteriormente su hijo Tito tuvo que afrontar las consecuencias de la erupción del Vesubio que sepultó Pompeya y otras ciudades de la bahía de Nápoles. Trajano (s. II d. C.) llevó los límites del Imperio a su máximo; a partir de él Roma se dedicará a consolidar y defender sus conquistas. Adriano (s. II d. C.) estabilizó las fronteras y su gestión se caracterizó por las grandes obras públicas (ej: el muro que lleva su nombre en Britania). Antonino Pío (s. II d. C.) consolidó la Paz Romana. Marco Aurelio (finales del siglo II), el "emperador filósofo", se vio en la necesidad de combatir a los bárbaros del otro lado del Danubio, derrotándolos en forma inapelable.
Otros emperadores, como Calígula, Nerón y Domiciano, todos del siglo I d. C., se caracterizaron por su crueldad y locuras. Intentaron imponer un concepto de absolutismo imperial de carácter divino, prematuro para la mentalidad todavía republicana de los romanos, lo que provocó la reacción en el Senado, en el pueblo y en el ejército. Fueron derrocados: Nerón se suicidó, mientras que Calígula y Domiciano murieron asesinados.
b) El Dominado (siglos III y IV).
También ha sido llamado Bajo Imperio. En esta fase los emperadores se transforman en monarcas absolutos, toda ficción de república desaparece. El Senado mantuvo un carácter de institución asesora; los emperadores llegaron al extremo de hacerse adorar como dioses. Los principales emperadores fueron Septimio Severo, Caracalla, Alejandro Severo, Aureliano, Diocleciano, Constantino (el primer emperador cristiano), Juliano y Teodosio.
Marco Aurelio fue sucedido por su hijo Cómodo, el cual gobernó en forma excéntrica y con despreocupación por la administración y la política exterior. Su derrocamiento y asesinato (192 d. C.) marcó un punto de dislocación del Imperio, pues a partir de ahí comenzó la intervención del ejército en la elección de los emperadores. En la guerra civil que siguió a la muerte de Cómodo, el ejército apoyó Septimio Severo, quien empeñó las fuerzas de Roma en la guerra contra el Imperio Parto, al cual venció, saqueando su capital Ctesifonte; Severo tuvo una actitud hostil hacia el Senado, al que persiguió duramente; así mismo, comienza la política de favorecer económicamente al ejército como un medio de conservar el trono. Severo fue sucedido por Caracalla (211), quien mandó matar a su hermano Geta y realizó ejecuciones masivas entre los partidarios de este; pero también reconoció, como consecuencia de una lógica evolución social, la cualidad de ciudadano romano a todos los hombres libres del imperio. Alejandro Severo, que sucedió un tiempo después a Caracalla, tuvo que hacer frente a la agresión del renacido Imperio Sasánida de los persas, el que había reemplazado al Parto en Irán; fue el primer emperador romano que tuvo cierta tolerancia hacia el cristianismo, y representó los últimos restos de autoridad civil sobre el ejército. A partir de su asesinato (235), la Monarquía cae en manos de los generales y Roma se precipita en un confuso período que duró unos sesenta años y que ha sido denominado la "Crisis del siglo III". La mayoría de los emperadores tuvieron el carácter de "emperadores-soldados" y su reinado fue efímero, siendo en la mayoría de los casos, derrocados y asesinados por su sucesor o los soldados.
Durante la crisis del siglo destaca la figura de Aureliano (asesinado en 275), el cual puso coto a las incursiones germánicas en territorio romano y logró la unidad del Estado al reintegrar al dominio imperial las provincias de la Galia, la cual se manejaba en forma autónoma a consecuencia de los desórdenes generados.
La crisis será superada por Diocleciano, el cual intentó dar al Imperio una administración más ágil, creando el sistema de la Tetrarquía imperial. Mediante este sistema se dividió al Estado en cuatro partes, a cargo de "césares" y "augustos" que tenían el deber de ayudarse y sucederse mutuamente. Pero el sistema fracasó debido al desarrollo del principio dinástico. A la muerte de Diocleciano su sistema naufragó en medio de la guerra civil, guerra de la cual salió vencedor Constantino el Grande.
A Diocleciano se lo recuerda, también, por haber desencadenado la mayor de las persecuciones en contra de los cristianos, persecución que fracasaría y haría comprender a Roma la necesidad de transigir con el nuevo poder que representaba la religión de Cristo.

#### La romanización de Occidente
En los dos siglos que siguieron a la muerte de Augusto el Imperio realizó una intensa labor civilizadora, especialmente sobre las provincias occidentales (Galia, Britania, Hispania). La cultura romana ya no quedó limitada a Roma e Italia , sino que se extendió hasta las más lejanas provincias fronterizas. La fundación de ciudades y campamentos militares fueron la base de la romanización. Roma impuso su idioma -el latín-, y sus leyes a los pueblos conquistados. Una red de caminos y carreteras unía a las provincias con Roma. Las provincias se llenaron con templos, acueductos, termas, basílicas y otras notables obras de ingeniería y arquitectura que se caracterizan por su utilidad, su solidez y su grandiosidad.

#### La evolución social durante el imperio
La sociedad romana siguió evolucionando durante la época imperial. La antigua aristocracia senatorial fundadora de la República es reemplazada por una nueva aristocracia formada por romanos provenientes de las provincias y nombrados por los emperadores. Fue una nobleza imperial y cortesana. El proletariado siguió inundando como una plaga las ciudades romanas; este tuvo que ser sostenido por las arcas imperiales mediante la distribución gratuita de alimentos y entretenida por medio de juegos que se realizaban en los anfiteatros, siendo los más característicos los sangrientos combates de gladiadores y fieras. Estas costumbres solo declinaron con la influencia del cristianismo.
Las innumerables ciudades del imperio, fuese las conquistadas o las fundadas por Roma, fueron el semillero de una activa burguesía (los caballeros u orden ecuestre) y cuyos dirigentes solían obtener la ciudadanía romana; los más importantes entraban al Senado. El orden ecuestre siguió aumentando en número e importancia hasta, a finales del Bajo Imperio, hacerse prácticamente indistinguible de la aristocracia.
La esclavitud también constituía una verdadera plaga y solo fue decayendo en la medida que terminaron las guerras de conquista y por influencia del cristianismo.

#### La crisis delsigloIII
Durante el siglo III Roma sufrió una larga crisis. En lo político el trono imperial se desestabiliza, pues la mayoría de los emperadores fueron asesinados o muertos en revoluciones y guerras externas.
Por otro lado, el imperio debió hacer frente a fuertes presiones militares de parte de las hordas germánicas que atravesaban las fronteras del Rin y el Danubio y saqueaban las Galias y los Balcanes. Y por el Este el Imperio tuvo que luchar con el imperio persa de los Sasánidas, una verdadera resurrección del antiguo imperio de Ciro y Darío y que reclamaba los territorios arrebatados por Alejandro Magno y que ahora le pertenecían a Roma. La crisis tuvo un carácter económico y urbano: hubo una fuerte inflación, la moneda perdió completamente su valor y el Estado tuvo que cobrar impuestos en especies y servicios. Producto de las invasiones y las epidemias las ciudades se despueblan y se contraen, fortificándose. Las clases altas emigran al campo y prefieren vivir en villas fortificadas.
Debido a las dificultades del Estado para cobrar los impuestos y, como casi toda la población rehuía ciertas profesiones (cobrador de impuestos, ediles municipales, etc), el gobierno se vio en la necesidad de declararlas hereditarias, lo que contribuyó a hacer más rígida la estructura social. Esta medida tuvo profundo impacto sobre los campesinos y colonos agrarios de Occidente, los cuales fueron declarados adcritos a sus tierras, transformándose lentamente, a partir del siglo IV, en los futuros siervos de la gleba europeos.
Sin embargo, la Iglesia cristiana logró sobrevivir a las persecuciones de parte de las autoridades imperiales y pronto obtendrá el reconocimiento (libertad de culto). La religión y filosofía paganas darán sus últimos frutos, como fue la obra del filósofo Plotino

#### La decadencia y división del Imperio romano
Durante el siglo IV el Imperio Romano pareció renacer. Constantino el Grande reordenó el Estado e hizo frente como mejor pudo a las presiones externas. Constantino es recordado por su famoso Edicto de Milán (313), por el cual decretó la libertad de culto. Roma dejó, a partir de ese momento, de perseguir a los cristianos. Constantino y sus sucesores comprendieron la importancia política del cristianismo y trataron de comunicar nuevas fuerzas al Estado apoyándose en él. La religión hizo progresos decisivos durante el siglo IV, pese a los intentos postreros del emperador Juliano el Apóstata de reflotar el culto pagano y las perturbaciones ocasionadas entre los fieles por la difusión de la herejía del arrianismo. La fe cristiana fue confirmada en el Concilio de Nicea (325 d. C.), y la Iglesia y el Papado, sus expresiones institucionales características, se enraizaron en tal forma en la cultura y en la sociedad de la época, que proyectarían a Roma más allá del propio estado que había creado y que ya se encontraba en proceso de decadencia. Roma sobrevivirá a la desintegración de su imperio gracias al cristianismo.
También Constantino generó un cambio geopolítico trascendental, al tomar la decisión de trasladar la capital del Imperio: de Roma a Constantinopla. Constantinopla, la antigua Bizancio griega, era una ciudad mejor defendida y ubicada estratégicamente, más cercana a las ricas provincias orientales. Constantino sentaba las bases del futuro Imperio Bizantino, continuador del romano en el Este de Europa y en el Cercano Oriente.
Durante el siglo IV, el Imperio Romano se puso a la defensiva en relación con los pueblos germánicos que empezaban a desbordar las fronteras del Rin y del Danubio. Los germanos habían entrado en contacto con Roma a finales del siglo II a. C. cuando Mario aniquiló a los cimbrios y teutones que incursionaban en el norte de Italia  y en Provenza; más adelante, César realizó expediciones de castigo en la Germania; no obstante, nunca pudieron ser domeñados plenamente por los romanos. La alta natalidad, la necesidad de nuevas tierras y de botín, así como la atracción que ejercía la civilización romana, impulsaba a emigrar periódicamente a los germanos hacia el suroeste. En el Bajo Imperio Roma optó, como medio de absorción pacífica, por enrolarlos paulatinamente en sus ejércitos y usarlos como colonos de las tierras baldías. Esta decisión conllevó un cambio sustancial en la composición del ejército: durante los siglos IV y V —en la medida en que crecían las dificultades del Estado en la conscripción militar— los elementos germánicos auxiliares fueron aumentando lentamente hasta llegar a superar en número al contingente propiamente romano.
En el siglo IV, nuevos pueblos germánicos aparecían —godos, vándalos, francos, burgundios, alanos, etc.— y avanzaban hacia el oeste. La amenaza de los hunos, provenientes del interior del Asia, empujó a los germanos en contra de las fronteras de Roma. El primero que se asentó de manera definitiva en sus tierras fue el pueblo de los visigodos, al aniquilar al ejército del emperador Valente en la decisiva batalla de Adrianópolis (378). Comenzará el declive militar de Roma; el Estado ya no tuvo fuerzas para expulsarlos de su territorio. A partir de ese momento, los bárbaros germánicos serán una constante en la política interna de Roma.
Teodosio logró reunir por última vez a todo el Imperio Romano tras vencer a sus competidores, pero luego comprendió la necesidad de dividir al Imperio con objeto de dar una respuesta más ágil a las diferentes amenazas que pesaban sobre él. A su muerte (395), el Imperio se dividió en dos partes, con soberanos y administración propia: nacían así el Imperio Romano de Occidente y el Imperio Romano de Oriente.
Teodosio también es importante por haber declarado al cristianismo como la religión oficial del Imperio. Roma se convirtió, de un imperio pagano, en un imperio cristiano.
A principio del siglo V, las tribus germánicas, empujadas hacia el Oeste por la presión de los hunos, penetraron en el Imperio Romano de Occidente. Las fronteras cedieron por falta de soldados que las defendiesen y el ejército, constituido en su mayoría por bárbaros, no pudo impedir que Roma fuese saqueada por los visigodos de Alarico I (410) y por los vándalos de Genserico (455). Estos saqueos provocaron gran conmoción en el mundo cristiano y civilizado, y si bien los daños en la ciudad fueron escasos, el prestigio de Roma fue gravemente afectado. Cada uno de los pueblos germánicos se instaló en una región del imperio, donde fundaron reinos independientes: los reinos germano-romanos. Los ostrogodos en Italia , los francos y burgundios en la Galia, los anglos y sajones Britania, los vidigodos en Hispania y los vándalos en el Norte de África. Uno de los más importantes fue el de los francos, la base de las modernas nacionalidades de Francia y Alemania, y del cual derivaría a la postre el Sacro Imperio Romano Germánico. El largo reinado de Valentiniano III (424-455) presenció la irreversible desintegración del Imperio de Occidente, pese a los esfuerzos políticos y militares del general Aecio, quien opuso a unos bárbaros contra otros y comandó el combinado de fuerzas romano-germánicas que derrotó a Atila, rey de los hunos, en la batalla de los Campos Cataláunicos (451).
El emperador, que ni siquiera tenía su sede en Roma, sino en Rávena, dejó de controlar los restos del Imperio; fue así que en el año 476, un jefe bárbaro, Odoacro, destituyó a Rómulo Augústulo, un niño de apenas 10 años, el cual fue el último emperador Romano de Occidente, y envió las insignias imperiales a Zenón, emperador Romano de Oriente.
Pero el dominio de Odoacro, rey de los hérulos, no duró mucho sobre Roma e Italia, pues el emperador de Oriente, Zenón, autorizó, bajo una teórica soberanía, a un nuevo jefe bárbaro, Teodorico, rey de los ostrogodos, a pasar con su pueblo a la península a obtener nuevas tierras. Pronto Teodorico se adueñó del poder al asesinar personalmente a Odoacro en un banquete. Teodorico ejerció como "rey de Italia", y, como tal, fue reconocido por el emperador de Oriente, Anastasio; fijó su capital en Rávena.
Teodorico gobernó sobre ostrogodos y romanos y restauró buena parte de la anterior estructura imperial, conservando la tradición clásica. Mediante una inestable alianza con la aristocracia senatorial romana de Italia y con una entente con la poderosa Iglesia católica, Teodorico desarrolló su reino rodeándose de cortesanos romanos entre los que destacaron el ilustre filósofo Boecio y el escritor Casiodoro. A la postre, el proyecto político de Teodorico fracasaría debido a la desconfianza de la nobleza romana, las intrigas de la corte bizantina que aspiraba a la reconquista de Italia, y el mutuo rechazo entre la población católica y los ostrogodos arrianos que detentaban el poder militar. El reinado de Teodorico terminaría en medio de violencias que ocasionaron la muerte de importantes ciudadanos romanos, como fue el caso del asesinato de Boecio.

##### El final del Imperio Romano de Occidente y el papel de la Iglesia
Como se ha dicho, en el año 476 el último emperador de Occidente fue destronado por los bárbaros y sus insignias imperiales enviadas a Constantinopla. Con este acto el Imperio de Occidente dejó formalmente de existir. Posteriormente, se intentó su resurrección gracias a la obra de Justiniano, Carlomagno y Otón I, pero estos intentos no fueron, a la larga, verdaderamente exitosos, y solo recogieron los títulos.
En la crisis general de las instituciones políticas y civiles de Roma las únicas que sobrevivieron sólidamente fueron la Iglesia y el Papado. De hecho, los papas de Roma, los obispos y el clero en general tuvieron que asumir, en muchos casos, funciones políticas, generalmente en defensa de la labor de la Iglesia y de las poblaciones romanas en contra del abuso de los bárbaros (p. ej., es legendaria la manera en que el papa León I logró detener a Atila, quien se encaminaba hacia una Roma inerme, al frente de sus ejércitos hunos). De esta forma la Iglesia logró salvar una buena parte de la tradición romana, la que se incorporaría posteriormente a la Civilización Occidental nacida en Europa hacia el siglo IX.
El Imperio Romano de Oriente sobrevivió a las invasiones germánicas y existirá mil años más, jugando un importante papel en la Edad Media al civilizar a los pueblos de Europa Oriental y ser un verdadero escudo que defendió a Europa Occidental de las invasiones asiáticas.
Roma seguirá siendo un centro religioso, político y cultural del mundo cristiano occidental.

### El legado cultural de la Roma Antigua
Los legados de la Roma Antigua fueron múltiples. Se pueden mencionar los siguientes:
a) El Derecho Romano: Quizás el aporte más importante de la Roma Antigua a la cultura fue el derecho romano. El derecho romano es el conjunto de leyes escritas creadas por Roma y que arranca a partir de la Ley de las doce tablas(450 a. C.), primer monumento de su legislación; esta legislación evolucionó y se perfeccionó durante el transcurso de la República y el Imperio de acuerdo con las decisiones de los Comicios y del Senado, los edictos de los pretores y de los emperadores y el trabajo de los jurisconsultos. Fue codificado en su forma final por el emperador Justiniano en el siglo VI. Este Derecho estaba dividido en Derecho Civil (regulaba las relaciones entre los romanos) y el Derecho de gentes (regulaba las relaciones de Roma con los pueblos no romanos). Los principios fundamentales del Derecho Romano poseen valor universal y se han incorporado a la legislación de todos los pueblos civilizados. Entre estos se pueden destacar los siguientes: 1. Las leyes deben ser públicas y escritas. 2. La ley debe proteger a la persona y sus bienes. 3. Las leyes deben considerar los derechos de las mujeres. 4. Una persona acusada debe ser considerada inocente mientras no sea probada su culpabilidad. 5. Personas de distinta posición económica y social pueden contraer legítimo matrimonio. 6. Todos los ciudadanos que forman el estado son iguales ante la ley. Importantes códigos civiles occidentales están basados en el Derecho Romano, tal como el Código Civil de Napoleón, el cual fue adaptado por otras naciones occidentales. Gracias al Derecho Romano se conservó en Occidente la idea de "estado", es decir, una entidad jurídica e institucional sobre una base territorial y poblacional distinta al patrimonio de los príncipes y reyes, y que no es divisible por herencia entre los herederos. La idea de estado sobrevivirá el período medieval y será reflotado en Occidente gracias a la acción de los reyes de las monarquías nacionales de la Baja Edad Media en su lucha contra el feudalismo.
b) El idioma romano (el latín): el latín ha dado origen a las modernas lenguas neolatinas: castellano, francés, italiano, portugués, rumano, etc. Además, el latín sirve para la nomenclatura científica, pues es el medio que sirve para la denominación de los seres vivos.
c) El alfabeto romano. El alfabeto romano, de carácter fonético, está en uso en la mayor parte del mundo, especialmente en el Occidental.
d) La idea del “imperio”, es decir, un conjunto de pueblos unidos bajo un mismo gobierno. El imperio ha sido la idea fuerza que ha llevado a lo largo de la historia a varias naciones y personajes a imitar a Roma creando sus propios imperios: el imperio de Carlomagno, el Sacro Imperio Romano Germánico de Otón I, el imperio napoleónico, el estado fascista de Benito Mussolini, los imperios español, inglés, francés, alemán, ruso, etc.
e) Arquitectura e ingeniería romana. Los romanos construyeron monumentos y edificaciones hechas para durar, funcionales y de gran tamaño: acueductos, puentes, carreteras, palacios, anfiteatros, basílicas, fortalezas, etc. Tales construcciones han sido ampliamente imitadas en los siglos posteriores y especialmente durante el Renacimiento y en la época Neoclásica.
f) Roma como centro del cristianismo católico. Por espacio de 2000 años Roma ha sido el centro de la cristiandad católica, pues en ella se encuentra la Santa Sede, importante institución religiosa y política que ha desarrollado una gran labor cultural. La Iglesia tomó del Imperio estructuras administrativas (por ejemplo, las diócesis), tradiciones (por ejemplo, uso del latín, vestuario sacerdotal), un concepto de gobierno jerárquico centrado en la Ciudad del Vaticano, y otras tradiciones de origen romano.

## Antigüedad tardía
En este período Roma deja de ser una gran capital mediterránea y se convierte en la presa que se disputan los ostrogodos y los bizantinos primero, y los lombardos y los mismos bizantinos después, lo que ocasionó un gran deterioro urbano y una acelerada despoblación (en el siglo II la urbe había alcanzado 1 500 000 habitantes, que se redujeron a unos 650 000 en el momento de la división del Imperio y a unos 100 000 en el año 500). No obstante la decadencia, en el interior de sus muros se gesta el poder que se hará cargo de su destino hasta el siglo XIX: el Papado.

### Guerra Gótica (535-554)
El exilio y asesinato de la reina ostrogoda Amalasunta, de religión católica, en 535, por órdenes del rey Teodato, fue aprovechado por el emperador Justiniano I como excusa para reconquistar Italia. Conocemos muy bien los acontecimientos gracias a la obra Historia de las guerras de Procopio de Cesarea. Las tropas imperiales, a las órdenes de Belisario, desembarcan en el sur de la península en julio de 536 y entran en Roma el 10 de diciembre del mismo año. A comienzos del siglo VI la población de la ciudad se había reducido a unos 100 000 habitantes.
En 537, Belisario es asediado en la ciudad durante un año por el rey godo Vitiges, quien ordena cortar catorce acueductos que le suministran agua, mientras que Belisario manda que se tapien sus entradas para evitar que los godos puedan infiltrarse por ellos. No serán reparados hasta el siglo XVI. El corte del acueducto de Trajano (Acqua Traiana) afecta los molinos de trigo instalados en las laderas del Janículo, en la orilla derecha del Tíber. Al final, Belisario manda expulsar las "bocas inútiles", los hambrientos que piden la rendición o una tregua, quienes no volverán jamás. Este primer asedio godo fracasa.
Desde el verano de 545 hasta finales de 546, Roma vuelve a ser asediada, esta vez por el rey godo Totila, quien entra en la ciudad el 17 de diciembre de 546.
Las fuerzas imperiales vuelven a tomar la ciudad a comienzos 547, aprovechando que estaba custodiada por una guarnición goda muy reducida. En la primavera de 547 el ejército godo intenta recuperarla.
En preparación para un nuevo asedio el comandante de la guarnición imperial manda sembrar trigo en todas las zonas no edificadas, pero cuando los godos vuelven a atacar en 549 logran apoderarse rápidamente de la ciudad.
En el año 552 las fuerzas imperiales la vuelven a recuperar, esta vez de forma definitiva. Era la quinta vez que la ciudad era tomada.
Las guerras góticas fueron un duro golpe para Roma: el suministro de agua fue severamente dañado debido a la destrucción de los acueductos; sus aguas se derramaron sin control en la campiña aledaña, lo que contribuyó a la insalubridad de la comarca; la despoblación de la ciudad se aceleró; la tradicional institución del Senado, que había representado a Roma durante más de mil años, fue suprimida por Justiniano, lo que significó la desaparición de los últimos restos de la tradición cívica de la urbe. La desaparición del Senado occidental significó también la desconexión de la ciudad con lo que quedaba de la antigua nobleza latina esparcida por los nuevos reinos germano-romanos; la pertenencia de sus principales miembros a la antigua institución le otorgaba prestigio e influencia política, social y jurídica; la devenida aristocracia senatorial no tuvo más remedio que fundirse con la aristocracia militar germánica para poder sobrevivir. Roma perdió su rango de gran ciudad mediterránea occidental, iniciando su vida medieval a expensas del Imperio Bizantino, primero, y del poder pontificio y de la Iglesia después.

### Roma bizantina (554-727)
Tras la reconquista bizantina de Italia por Justiniano I durante la prolongada y devastadora Guerra Gótica de 535-554, Roma es una ciudad del Imperio Bizantino, pero no su capital, ya que la sede de la autoridad imperial, representada por el exarca, es Rávena (de la misma forma que fue capital del Imperio de Occidente desde el año 402).
Al acabar la Guerra Gótica (554) la población de la ciudad no sobrepasaba los 40 000 habitantes, cuando hacia el año 400 era de 650 000. Esta considerable disminución en los siglos V y VI lleva aparejada una profunda modificación del reparto de la población intramuros. Los barrios altos (Quirinal, Esquilino, Viminal) quedan sin agua tras el corte de los acueductos en 537 y son poco a poco abandonados. La población va concentrándose en el Campo de Marte y en la orilla derecha del Tíber (el Trastevere, o «ultratíber») en torno a la basílica de San Pedro.
El resto de la ciudad queda prácticamente desocupado o en ruinas, con la excepción de las iglesias y los monasterios, separados de hecho de las zonas habitadas. Se abandona el cuidado de los monumentos públicos y los templos de la Antigüedad, que sirven de cantera. Ya la emperatriz Eudoxia, esposa de Valentiniano III (424-455), empleó veinte columnas dóricas de mármol procedentes de un templo pagano para la iglesia de San Pedro ad Vincula que ella misma había mandado a construir y que se consagró en el año 439.
La Pragmática Sanción de 554, mediante la cual Italia era reintegrada al Imperio romano, ratificaba una situación que ocurría de facto: otorgaba a los obispos el control de diversos aspectos de la vida civil (como la actividad de los jueces civiles) y la administración de las ciudades, poniéndolos a cargo del aprovisionamiento, la anona y los trabajos públicos, al tiempo que quedaban exentos de la autoridad de los funcionarios imperiales. Así, muchas ciudades romanas deben su continuada existencia a ser lugar de residencia de los obispos.
Durante el periodo en que Roma fue parte del Imperio bizantino se aceleró la transformación de los antiguos edificios paganos en edificios para el culto cristiano, tal como fue el caso del Panteón, el cual, en la primera mitad del siglo VII, junto a la Sala de sesiones del Senado, se transforman en iglesias cristianas dedicada a la Virgen María en su advocación de Reina de los Mártires y a san Adriano.
Roma y su región adyacente fue convertida en un ducado gobernada por un dux dependiente del exarca de Rávena. El duque y los oficiales bizantinos se alojaban en lo que quedaba de los antiguos palacios imperiales; por su parte, el Foro Romano conservó el papel de centro de la ciudad. De la presencia bizantina quedaron algunos rastros, tales como la columna en homenaje al emperador Focas, y algunas iglesias que rodeaban el Palatino (S. Giorgio, S. Anastasia y S. María). Más perdurable fue la influencia en el arte decorativo (pinturas, mosaicos), influencia que se proyectaría hasta la Baja Edad Media.
Debido a la invasión de los lombardos sobre Italia las comunicaciones entre Roma y Rávena quedaron seriamente amenazadas. Por su parte, los emperadores de Bizancio trataron al ducado de Roma como una remota provincia de su imperio, preocupados de otras amenazas más urgentes provenientes del norte (los búlgaros) y del Oriente (los persas y los árabes).
El poder político ejercido por Bizancio fue discontinuo y en forma creciente fue asumido por el papa, el cual fue progresivamente ejerciendo la dirección civil y administrativa de la ciudad. Uno de los casos más destacados fue el de san Gregorio Magno, quien ejercía como Obispo y como delegado civil de Bizancio (finales del siglo VI). Esta tendencia se profundizó en la medida que declinaba la presencia bizantina en Italia, amagada por los lombardos. No obstante, los emperadores intentaron en ocasiones revertir la situación, deponiendo, encarcelando e incluso asesinando a alguno de los papas, cada vez que la primacía del Obispo de Roma entraba en conflicto con las pretensiones religiosas de los propios emperadores y de los patriarcas de Constantinopla.
En 663, como parte de su intento de reconquistar Italia a los lombardos, el emperador Constante II visitó Roma durante doce días, visita que conllevó la expoliación de obras de arte enviadas a Bizancio. Fue la última vez que un emperador romano legítimo visitaría Roma.
Hacia finales del siglo VII los suministros de trigo que alimentaban a Roma se cortaron debido a la caída de Cartago en manos de los árabes. Fue entonces cuando empezó de parte de los papas la solicitud de ayuda a los países germánicos más que al emperador de Constantinopla.
A comienzos del siglo VIII el poder de Bizancio sobre Roma estaba casi liquidado. El punto de quiebre ocurrió a raíz de la querella iconoclasta desarrollada en Constantinopla y que tuvo impacto en Italia: Roma cortaría su dependencia política en forma definitiva con el Imperio de Oriente. Los lombardos, que se habían convertido al catolicismo, apoyaron la política del papado, la cual se oponía a los iconoclastas de Constantinopla, e invadieron las posesiones bizantinas en Italia. El ducado fue extinguido y toda la autoridad política pasó a manos del papa Gregorio II (727), quien logró el reconocimiento de parte del rey de los lombardos, Liutprando, de su dominio sobre Roma. De este modo la ciudad finalizó su tradicional relación política y jurídica con el Imperio del cual fue la base fundacional en la Antigüedad, e inició un nuevo camino como base territorial, humana, política y religiosa de Papado y de la Iglesia católica.

### Lombardos (568-774)
Los lombardos invadieron Italia en el año 568 y pronto ocuparon la mayor parte del Norte y el Apenino central en torno a Espoleto y Benevento. El Imperio bizantino conservó el dominio de Génova, Rávena, Roma, el Lacio, Nápoles y el sur de la península.
Los lombardos era un pueblo auténticamente bárbaro, en el sentido clásico de la palabra, de religión arriana o pagana, y que no había estado sometido a la influencia civilizadora de Roma en el período preitálico de su migración. La invasión lombarda fue decisiva en la historia de Italia, pues a partir de ella la península perdió la unidad política tan trabajosamente lograda por Roma en los siglos anteriores. Los lombardos constituirán una permanente amenaza para Roma y sus autoridades civiles y religiosas.
En el año 592 Roma es atacada por el rey lombardo Agilulfo. En vano se espera la ayuda imperial; ni siquiera los soldados griegos de la guarnición reciben su paga. Es el papa Gregorio Magno quien debe negociar con los lombardos, logrando que levanten el asedio a cambio de un tributo anual de 500 libras de oro (probablemente entregadas por la Iglesia de Roma). Así, negocia una tregua y luego un acuerdo para delimitar la Tuscia Romana (la parte del ducado romano situada al norte del Tíber) y la Tuscia propiamente dicha (la futura Toscana), que a partir de ahora será lombarda. Este acuerdo es ratificado en 593 por el exarca de Rávena, representante del Imperio en Italia.
Los lombardos no cejarán en su empeño de apoderarse de Roma. En el siglo VIII los reyes lombardos Liutprando y Desiderio prácticamente la subyugaron. Liutprando terminó con la presencia bizantina en Roma al clausurar el ducado imperial, aunque reconoció la autoridad del pontífice en la ciudad. Más adelante, el rey Desiderio logró, brevemente, lo que tanto anhelaban los lombardos: apoderarse físicamente de Roma (772).
La amenaza lombarda obligó a los papas a desligarse de la ayuda bizantina y orientar su mirada en demanda de la ayuda que pudiesen prestar otros príncipes germánicos. Los elegidos fueron los príncipes francos, quienes en el transcurso de lo que quedaba del siglo VIII expulsaron a los lombardos de Roma, los dominaron políticamente, y se transformaron en los defensores naturales del Papado.

## Alta Edad Media
Roma se sumerge en la Alta Edad Media desligada definitivamente del Imperio Bizantino (el ducado se suprimió en 727) y bajo un control relativo de los papas en los aspectos políticos, civiles, administrativos y económicos (la ciudad estaba bajo la presión constante de los lombardos, los cuales nunca renunciaron a conquistarla). Roma será, en adelante, la base del Pontificado Romano y jugará un importante rol político y religioso en las etapas sucesivas. En un continuo proceso de ruina económica, material y poblacional, la ciudad logró, sin embargo, conservar el prestigio ganado en la Antigüedad; su pobreza material no se condecía con su importancia política y religiosa.

### Roma Pontificia (desde el 727)
Desde los comienzos de la cristiandad, los obispos de Roma, es decir, los papas, hicieron valer su autoridad religiosa sobre las demás iglesias repartidas por el Imperio, actitud basada en la tradición católica que asignaba a Simón Pedro el ser la "Piedra" dejada por Cristo para sostén de su Iglesia una vez que él ascendiera a los cielos. Como Pedro terminó radicado en Roma, lugar en donde fue martirizado, se identificó a la ciudad como su sede definitiva, es decir, el Patriarcado u Obispado de Pedro, el primer papa. Así lo entendieron sus sucesores en el obispado. Ya San Clemente Romano, a fines del siglo I d. C. hacía valer su autoridad llamando al orden a las iglesias de Oriente. El Papado fue, poco a poco, reforzando su autoridad religiosa, política y civil, no sin la resistencia de los patriarcados del Oriente, en especial el de Constantinopla, y sobrevivió a las persecuciones de los emperadores romanos, a las disputas teológicas con los arrianos en el siglo IV, a la caída del Imperio de Occidente, al dominio de los ostrogodos, a las guerras góticas y al dominio postrero de los bizantinos. Con la ayuda circunstancial de los lombardos el Papado logró sacudirse la tutela imperial y buscó afianzar su dominio político definitivo sobre Roma y sus regiones anexas, las cuales fueron la base de los "Estados Pontificios". Los Papas intervendrán en lo sucesivo como príncipes políticos independientes, a la cabeza de Roma y su población, no sin resistencia de poderes extranjeros (príncipes, reyes y emperadores germánicos, invasiones árabes, normandas) y de los poderes locales (pretensiones de las facciones nobiliarias de Roma).
El Pontificado fue acrecentando sus dominios en Italia gracias a sucesivas donaciones. Ya en la época de Constantino este había hecho entrega a la Iglesia de bienes inmuebles en Roma y en Italia, lo que sirvió de base a la famosa “Donación de Constantino”, una falsificación medieval que suponía la cesión de la ciudad e Italia al papa por parte de dicho emperador.
El rey lombardo Liutprando restituyó al Papado, mediante una donación, una serie de territorios que serían la base jurídica de los Estados Pontificios, lo que se formalizó con las donaciones territoriales (Exarcado de Rávena, la Pentápolis, etc.) del rey franco Pipino el Breve (754); esto aseguró al Papado su independencia política frente a los lombardos y los bizantinos. De esta forma, Roma se convirtió, nuevamente, en capital política; esta vez, de los Estados Pontificios, los que se fueron acrecentando con el tiempo mediante sucesivas donaciones y conquistas, y que se mantuvieron como tales hasta el año 1870, en que el Reino de Italia ocupó por la fuerza Roma, declarándola capital de la Italia unida.
Los papas se convirtieron definitivamente en príncipes temporales con el derecho a cobrar impuestos, sostener ejércitos y dictar leyes en sus territorios. El dominio del Papado nunca fue total y continuo, pues su autoridad estuvo amagada por las facciones nobiliarias de tipo feudal, por las injerencias de los reyes y emperadores germánicos, y por los invasores normandos. Solo posterior al año 1000 el Papado pudo consolidar su autoridad en los Estados Pontificios, no sin oposición de las fuerzas señaladas, a las que habría que agregar el renacimiento de los movimientos comunales populares, los que buscaron independizar a Roma del Pontificado y la nobleza.
Hay que decir que la elección de los pontífices correspondió durante la Alta Edad Media al pueblo romano, al clero y los obispos vecinos, aunque durante el período interfirieron, en mayor o menor medida las autoridades bizantinas, las facciones nobiliarias de Roma y los reyes francos y alemanes después. Esta forma de elegir al papa cambió a partir del siglo XI, cuando Nicolás II reformó el sistema de elección, asignando este acto a un colegio de cardenales. El pueblo romano quedó limitado a su aprobación y proclamación.

### Imperio carolingio (774-843)
La relación de Roma y los pontífices con la dinastía de los Carolingios comenzó hacia mediados del siglo VIII cuando Pipino el Breve solicitó del papa Esteban II la aprobación del derrocamiento de la dinastía anterior, los Merovingios. En 754 el papa Esteban fue a Galia y consagró rey a Pipino mediante la unción del óleo santo. A su vez, Pipino respaldó al Papado cuando el Pontífice pidió ayuda en contra de la ominosa presión de los lombardos contra Roma. Por dos veces los reyes francos, Pipino y Carlomagno, pasaron a Italia al frente de sus ejércitos a liberar a Roma de su asedio. Carlomagno, finalmente, respondiendo a la petición de ayuda del papa Adriano I, los derrotó completamente, anulando su influencia al declararse “Rey de los lombardos”.
Roma y el Papado se zafaron de la presión lombarda, pero cayeron en la órbita franca. Los reyes francos se consideraron, en adelante, defensores naturales de los pontífices, pero a la vez comenzó el cesaropapismo medieval, por el cual las máximas autoridades temporales, reyes y emperadores, se atribuyeron el derecho de influir en las cuestiones de Roma, el Papado y la Iglesia. Como contrapartida, los papas se fueron atribuyendo en forma casi imperceptible el derecho de coronar a los reyes y emperadores, lo que fue el fundamento de la futura doctrina de la "teocracia pontificia", por la cual el poder religioso del pontífice estaba por encima de los poderes temporales, con el derecho de gobernarlos; esta doctrina alcanzaría su pleno desarrollo con Inocencio III en la Baja Edad Media.
En el año 800 llegó el momento culmen de la relación de Roma y los reyes francos, cuando el papa León III, en premio por el apoyo prestado por Carlomagno en su conflicto con la nobleza romana, lo coronó por “sorpresa” “Emperador de los romanos” en la catedral de San Pedro, en medio de la aclamación del pueblo. Renacía así, de acuerdo a la tradición jurídica romana, a los deseos de la iglesia y los del pueblo, el Imperio Romano Cristiano en su versión Occidental, título que no sería admitido por Bizancio hasta más de una década después. Demás está decir que este nuevo “Imperio Romano Occidental”, si bien era cristiano, distaba mucho del extinguido en el año 476. Roma no era la capital, sino Aquisgrán, el pueblo romano no era su base nacional, sino la nación franca, las leyes romanas no eran la base jurídica del Imperio, sino las leyes consuetudinarias germánicas, la estructura administrativa era muy distinta a la creada por Roma en la Antigüedad, pues carecía de su burocracia, los ejércitos imperiales estaban constituidos a la usanza germánica y no por las antiguas legiones; ni siquiera sus dirigentes habían asimilado la idea romana de “estado”, sino que seguían apegados a sus tradiciones germánicas de considerar al reino como propiedad personal de los reyes. En síntesis, este nuevo Imperio Romano Occidental era “romano” de título más que de esencia, jugando Roma más un papel simbólico que efectivo.
A pesar de la protección brindada por el Imperio carolingio, la seguridad de Roma no era completa. Los árabes, y, posteriormente los normandos, realizarían incursiones por las costas del Mediterráneo Occidental. En 846 una flota musulmana remontó el Tíber hasta Roma, saqueando la basílica de San Pedro, que se halla fuera de la muralla Aureliana.

### La nobleza feudal romana y el "Siglo de Hierro del Pontificado" (sigloX)
La protección que brindaba el Imperio carolingio a Roma y al Papado se eclipsó a partir del Tratado de Verdún (843), tratado que consagró la división del reino franco en tres partes: las actuales Francia y Alemania, más una franja intermedia llamada Lotaringia, reinos a cargo de soberanos propios, descendientes de Carlomagno. La división se consagró como definitiva a partir de la muerte de Carlos III el Gordo (888), el cual había reunido por última vez, en forma efímera, casi todos los territorios del imperio.
Alejados de Roma sus protectores carolingios, la ciudad se vio envuelta, desde fines del siglo IX y durante casi todo el siglo X, en enconados conflictos internos, ya fuese entre las principales familias de la nobleza urbana o rural, y entre éstas y el Papado. La nobleza feudal romana estuvo representada por los condes de Túsculo, los Crescencios, los duques de Spoleto; más adelante serán los Colonna y los Orsini; familias que dominaron la política romana durante siglos. Libres de la tutela de los emperadores y reyes carolingios, la nobleza local encontró las mejores condiciones para su desarrollo. La institución del Papado terminó cayendo inexorablemente en sus manos, y de las filas de esas familias salieron numerosos papas y antipapas (unos cuarenta) de escasa personalidad y poco dignos la mayoría de ellos (hubo papas que apenas alcanzaban los dieciocho años de edad al momento de ser electos). Muchos tuvieron un corto pontificado, fueron habitualmente depuestos por las facciones rivales, y otros se expusieron a la vejación y a una muerte violenta. Al siglo X se le ha llamado la “Edad de Hierro del Pontificado”. Célebres fueron el noble Teofilacto I, su esposa Teodora y su hija Marozia, los cuales influyeron en forma nociva y durante largo tiempo en la elección y duración de los papas de su época (primera mitad del siglo X). Los intereses de la Silla de San Pedro fueron primordialmente mundanos más que religiosos. La jefatura de la Iglesia se convirtió en un verdadero trofeo de la nobleza. Como consecuencia de todo, el Papado entró en un estado de gran postración y degradación moral; solo fue salvado por la fe de los fieles y el desarrollo de una eficiente Cancillería que logró mantener el prestigio de la institución, aunque los titulares fuesen poco dignos.
Pronto hará entrada en escena el Sacro Imperio Romano Germánico; el Papado cambiará su servidumbre desde los poderes locales al poder del emperador de Alemania.

### El Sacro Imperio Romano Germánico y el cesaropapismo medieval (desde la segunda mitad delsigloX)
El Sacro Imperio Romano Germánico fue creado por el rey alemán Otón I y constituyó el tercer intento de restauración imperial, y, tal como el de Carlomagno, fue patrocinado por el Papado. El papa Juan XII, que apenas alcanzaba los dieciocho años de edad, debido a su conflicto con la nobleza romana, llamó en su auxilio al rey de Alemania Otón I, el cual marchó a Italia con sus ejércitos, poniendo orden en la península y en Roma. En premio, el papa coronó a Otón emperador de Occidente (962). Nacía de esta forma el Sacro Imperio Romano Germánico, el cual duraría en teoría hasta 1806, en que se disolvió debido a la acción de Napoleón. Este imperio, más cercano a la idea romana del estado, difería bastante del carolingio, pues era más pequeño y estaba circunscrito a Alemania e Italia; su base nacional seguía siendo germánica. Jugó un rol importante en la Baja Edad Media al expandir la civilización occidental por el norte, este y centro de Europa.
Otón impuso su pleno dominio en Italia y los Estados Pontificios y obligó a los romanos a prestarle juramento de fidelidad en el sentido de que no elegirían a ningún papa sin su consentimiento. Comenzaba el cesaropapismo medieval.
Los papas, a partir de Otón I, tuvieron que prestar juramento de fidelidad a los emperadores de Alemania, transformándose la institución en un verdadero feudo de los soberanos germánicos. Esto trajo graves consecuencias para el Papado y la Iglesia, cuyos líderes fueron hechura de los emperadores que los designaban; no obstante que los emperadores designaron papas más dignos que los del "Siglo de Hierro", la moral eclesiástica en Italia, Alemania y otros lugares decayó notablemente al contaminarse la Iglesia con el espíritu feudal.
La situación de servidumbre de Roma y el Papado a la voluntad de los emperadores del Sacro Imperio duraría hasta los albores de la Baja Edad Media, cuando el monje cluniacence Hildebrando se transformase en papa con el nombre de Gregorio VII. Gregorio terminará con el dominio alemán en Roma y en Italia, invirtiendo la relación y declarando la superioridad de los papas sobre los emperadores. Comenzará la lucha entre el Papado y el Imperio.

## Baja Edad Media
La Baja Edad Media sorprenderá a Roma bajo la servidumbre de los emperadores germánicos; por su parte, el Papado se encuentra sometido a la voluntad feudal de los monarcas alemanes y acosado por la permanente interferencia de la aristocracia semibandida romana. En el intento del papa Gregorio VII de sacudirse la tutela imperial, la ciudad sufre un duro golpe material al ser saqueada y quemada por las tropas normandas del aventurero Roberto Guiscardo en 1084. La mayor parte de las edificaciones antiguas sobrevivientes son afectadas por los incendios, así como parte de las construcciones religiosas medievales. El casco más antiguo de Roma adquiere ya el aspecto tradicional: un montón de ruinas que denotan el esplendoroso pasado antiguo de la ciudad. El saqueo es acompañado por su cortejo de vejaciones sobre la población urbana remanente.

### Gregorio VII e Inocencio III: la teocracia pontificia universal
El dominio del Imperio germánico sobre Roma durará hasta la enérgica reacción del papa Gregorio VII, el cual, en la segunda mitad del siglo XI siguió un elaborado programa político-religioso consistente en recuperar el control sobre la Iglesia Occidental, desligar al pueblo y la nobleza de la elección de los pontífices y someter a los emperadores germánicos a la obediencia a la Silla papal. Tal programa llevará a Gregorio a enfrentarse directamente con el poderoso emperador Enrique IV. Papado e Imperio se colocarán frente a frente. En la lucha secular entre ambas instituciones, prevalecerá el Papado.
La reforma eclesiástica de Gregorio consistió en reforzar el poder pontificio mediante legados que enviaba a todos los países con objeto de someter a obediencia a las iglesias locales; luego, sustrajo al poder imperial la atribución de investir a los obispos y abades en sus territorios. Se inició la "querella de las investiduras", conflicto ganado por el Papado. El emperador reaccionó, y, echando mano a todos los medios a su alcance-fuerza armada, instigación a la nobleza romana local, etc-trató de deponer a Gregorio; por su parte, el papa respondió con medios semejantes, agregándole los espirituales-excomunión, desligación de la obediencia de los súbditos hacia el emperador. En el proceso, Roma quedó hecha cenizas (1084) debido al "apoyo" que brindaron los normandos al bando papal. Enrique tuvo que someterse de mala gana al poder de Gregorio. Pronto desaparecieron ambos actores-Gregorio murió execrado por el pueblo romano que lo acusó de permitir el saqueo, y Enrique fracasado y en la miseria.
Los pontífices que sucedieron a Gregorio retomaron el control de Roma y continuaron el conflicto con los sucesores de Enrique. En 1122, bajo el pontificado de Calixto II se firmó el Concordato de Worns por el cual el emperador Enrique V reconoció el derecho del papa a investir obispos y abades. Paralelo a esto, el Papado consolidó su influencia en Alemania e Italia, ayudado por los señores feudales alemanes y las renacidas comunas del Norte de Italia. En la batalla de Legnano las fuerzas papales y comunales italianas derrotaron sin apelación al ejército de Federico Barbarroja (1176). El Imperio debió someterse al Papado.
Como una prueba de la tremenda influencia de la institución romana en Europa, el papa Urbano II convocó a los príncipes y señores feudales del continente a participar en las cruzadas (1095) con el fin de "rescatar" los Santos Lugares de manos de los turcos. Por más de 200 años los europeos se batirán con los reinos islámicos del Medio Oriente gracias al influjo del Papado y la Iglesia.
Con Inocencio III (1198) el poder papal alcanzó su apogeo. Este papa ejerció como un verdadero emperador feudal y casi todos los reinos y príncipes de Europa Occidental, Central y del Norte se reconocieron sus vasallos. Inocencio ejerció en plenitud el poder espiritual y el temporal.
El postrer intento de la autoridad imperial germánica de restaurar el cesaropapismo, acabó en el fracaso total, cuando Conradino de Suabia, el último emperador de la dinastía Hohenstaufen, fue decapitado en Italia (1268).
Cuando el Papado intente someter a los reyes de Francia fracasará en toda la regla, precipitando a Roma y a la institución en una nueva crisis (comienzos del siglo XIV).

### Los movimientos comunales populares de la Baja Edad Media: la Comuna Romana
Si bien el Papado había derrotado al Imperio en su lucha por el control temporal, en la propia Roma surgieron en la Baja Edad Media movimientos comunales de tipo popular que intentaron restaurar la independencia de la ciudad, tanto de los nobles como del Papado. Este movimiento comunal no era ajeno al que inspiraba a las ciudades del Norte de Italia (Milán, Florencia, etc) que pugnaban por afirmar su independencia frente al Imperio alemán.
En 1143, el pueblo romano, cansado del autoritarismo papal, protagonizará una rebelión acaudillada por Arnaud de Brescia. Se restaura la institución del Senado y se proclama una nueva República Romana. La nueva Comuna exigió al papa Lucio II que renunciara a la autoridad temporal, a lo que por supuesto este se negó. Lucio asaltó con sus tropas la ciudad, pero fue muerto de una pedrada. La existencia de la República fue precaria debido a la hostilidad de los nobles, del Papado y del propio Imperio. El papa Adriano IV solicita el auxilio de Federico Barbarroja. Las tropas imperiales entran en Roma y derriban la República. Arnaud es ejecutado en la hoguera y Adriano IV es restablecido en la Sede Pontificia.
A pesar de este fracaso, a fines del siglo XII el Papado reconoce al movimiento comunal y se crea el cargo de senador único. Gracias a las gestiones del flamante Senador Benedetto Carushomo, “senador del summus”, Roma contó con su primer Estatuto municipal. Aunque la ciudad volvió a depender políticamente de los papas, el pueblo romano logró ganarse cierta autonomía civil a despecho de los nobles y de los pontífices.

### Roma, centro de peregrinación medieval
La Roma medieval debe su sobrevivencia como entidad urbana no solo al Papado, sino también a la religiosidad de los fieles de Europa, los cuales a lo largo del período realizaron largas y difíciles peregrinaciones a la Ciudad Eterna, la que albergaba las tumbas de san Pedro, san Pablo y otros santos y mártires. Multitudes acudieron durante siglos a recibir la bendición papal y a expiar sus pecados. A comienzos del siglo XIV el papa Bonifacio VIII proclamó el año jubilar, concediendo indulgencias plenarias a los peregrinos que visitasen la ciudad por motivos religiosos. Roma siguió siendo el centro de la cristiandad occidental, a despecho de las periódicas crisis del Papado, el cual se justificaba en parte con esta afluencia de fieles.
La continua visita de los peregrinos dejaba buenas ganancias a los romanos, en especial a las familias nobles.

### El cautiverio de Aviñón y la aventura de Cola di Rienzo
A comienzos del siglo XIV el Papado entrará en conflicto con el rey de Francia Felipe el Hermoso, a raíz de la defensa de sus respectivas prerrogativas. Felipe, que no sentía ningún respeto por el Papado, atentó en las cercanías de Roma contra el propio Pontífice Bonifacio VIII: tal fue el atentado de Anagni.
Pronto, el control del Pontificado cayó en manos de Felipe cuando fue elegido papa Clemente V, de origen francés. A instancias de Felipe el papa cambió la sede pontificia a Aviñón. Entre 1309 y 1377 los papas se radicaron en Aviñón como vasallos de los reyes Capeto de Francia. Roma prácticamente fue abandonada por el Papado, el que apenas ejerció un débil control; con ello volvieron a florecer las luchas de poder entre las familias nobles —esta vez los Orsini contra los Colonna— y también los movimientos populares que intentaban hacer de Roma un estado independiente.
La inestabilidad en que cayó Roma debido al alejamiento del Papado fue aprovechado por un aventurero llamado Cola di Rienzo; imbuido del ejemplo de la antigua Roma republicana, acaudilló un movimiento popular y de la pequeña aristocracia urbana, opuesta en todo caso a los grandes linajes señoriales. Fue declarada una nueva República Romana en la cual él se hizo elegir como “tribuno” (1343). Rienzo persiguió a los nobles e intentó acabar con antiguos males —vicios y corrupción—; pero su estilo autoritario pronto le enajenó las simpatías de los grupos que lo apoyaron en un comienzo; también se indispuso con el papa Clemente VI, quien no estaba dispuesto a deshacerse de Roma. Rienzo terminó por ser asesinado en 1354, restableciéndose nuevamente el gobierno pontificio a través de sus legados.
Hay que decir que, mientras duró el autoexilio del Papado en Aviñón, Roma se deslizó por el tobogán de la decadencia urbana: su despoblación, insalubridad e inseguridad aumentaron más que nunca. Su población apenas alcanzaba los 17 000 habitantes a mediados del siglo XIV, el punto demográfico más bajo de su historia medieval. Se debe recordar que, a mediados del siglo, se dejó caer sobre Europa la peste negra, la cual se llevó a un tercio de su población. Roma no pudo ser la excepción: en 1348 se abatió la peste sobre la ciudad, llevándose otro tanto de su población urbana. Al año siguiente, un espantoso terremoto provocó graves daños y terminó por arruinar los antiguos edificios que habían sobrevivido a la invasión de los normandos (p. ej., el pórtico exterior del Coliseo, hacia el monte Palatino, se desplomó y cubrió de escombros el suelo). La ciudad quedó reducida a aglomeraciones aisladas comunicadas por senderos inseguros. Roma tocó fondo y solo el regreso de los papas pudo revertir su profunda decadencia como entidad urbana.
Vale recordar también, como hecho destacado, la fundación, en 1303, de la Universidad de Roma, la que andando los siglos, entrado al XXI, se ha convertido en la mayor de Italia.

### El retorno del papa a Roma y el Cisma de Occidente
En la segunda mitad del siglo XIV el pontífice máximo volverá a Roma, a instancias del pueblo y algunos carismáticos santos (como Santa Catalina de Siena, que urgía a los papas a retomar su abandonada grey romana). Roma se encontraba en el punto más bajo de su decadencia medieval: abandonada, insegura, desabastecida e insalubre. El retorno de los papas sacará a Roma de su marasmo y se transformará en una capital digna de la Cristiandad, pero a la vez desencadenará una nueva crisis de autoridad en la Iglesia llamada el Cisma de Occidente (segunda mitad del siglo XIV y comienzos del siglo XV).
En 1377 el “cautiverio de Aviñon” terminó cuando el papa Gregorio XI decidió trasladar nuevamente la sede del Papado a Roma. El papa estaba cansado del semivasallaje en que había caído la institución pontificia ante los reyes de Francia; también se hacía eco de los deseos de los fieles, los cuales nunca quisieron validar a Aviñón como sede de la Cristiandad, y por la constatación de las lamentables condiciones en que se encontraba Roma. Previamente, el cardenal Gil de Albornoz había puesto orden en la ciudad, arrinconando al movimiento comunal y apoyándose en la aristocracia. La autoridad del Papa estaba restablecida.
En 1378 fue elegido Urbano VI, pero los cardenales franceses no reconocieron al nuevo Papa y eligieron como antipapa a Clemente VII, el cual se volvió a radicar en Aviñón. La Cristiandad se vio dividida ante dos lealtades: unos obedecían al pontífice de Roma —en general, los príncipes e iglesias de Europa Central y del Norte— y otros al de Aviñón. Así comenzó el Cisma de Occidente, cisma que hundió a la Iglesia en una nueva crisis de autoridad.
Los sucesivos papas pugnaron entre sí por hacerse obedecer, excomulgándose mutuamente. Solo gracias al Concilio de Constanza (1414) se terminó con el Cisma, restableciéndose en forma definitiva la Sede Apostólica en Roma.
No obstante, la necesidad de convocar a sucesivos concilios para resolver la crisis de autoridad, dio origen a las tesis conciliaristas, las cuales afirmaban que la Iglesia debía ser gobernada mediante sucesivos concilios, y que el papa debía ser solo un ejecutor de sus resoluciones. Frente a estas ideas —sostenidas por grupos minoritarios, aunque influyentes— reaccionaron los papas, los cuales sentían limitada su autoridad. Su actitud se reforzó con la reintegración de la Iglesia Oriental a instancias de uno de los últimos emperadores bizantinos, Juan VIII Paleólogo —más por interés político que por un genuino sentimiento religioso— y por la validación del pueblo cristiano (grandes muchedumbres acudían a Roma cada vez que el papa declaraba año jubilar).
Del Cisma de Occidente Roma saldrá transformada en la sede definitiva de la Cristiandad católica; el Papado restableció su dominio sobre la ciudad y esta recomenzó un nuevo período de expansión, tanto en lo demográfico como en lo urbanístico y artístico.
Firmemente asentado su control sobre Roma, los papas siguieron actuando como príncipes temporales, estableciendo alianzas, favoreciendo a sus parientes para los puestos más altos del gobierno de Roma, los Estados Pontificios y la Iglesia en general, desarrollando una activa burocracia que administraba sus dominios, y extraía los recursos financieros necesarios para su sostenimiento, ya fuese en la región o en el conjunto de las iglesias de Occidente.
A finalizar la Edad Media Roma se convertirá también, gracias al mecenazgo papal, en uno de los principales centros del nuevo movimiento cultural y artístico que los historiadores han denominado “Renacimiento”.

## Época Moderna
Roma iniciará su tránsito por la Edad Moderna consolidada en la función de capital espiritual y política del mundo católico, en una gradual expansión urbana (hacia 1500 su población alcanzaba los 50 000 habitantes, y hacia 1600 unos 110 000) y convertida en sede artística. Durante el siglo XVI la ciudad estará en el centro de la actividad política italiana, en medio de la confrontación de los nuevos poderes emergentes, representados por las monarquías nacionales y absolutistas de España, Francia, y por los estertores del Sacro Imperio Romano Germánico, cuyos emperadores aún intentan imponer su autoridad en Alemania y ser actores políticos en Italia. Junto a todo esto, el Papado se ve severamente cuestionado en su autoridad religiosa y moral por la Reforma Protestante. Como reacción, Roma se convertirá en bastión de la llamada “Contrarreforma”.

### Roma, centro del Renacimiento artístico italiano
Durante los siglos XV y XVI, Roma, como otras ciudades italianas (Milán, Florencia, Venecia), desempeñará una función importante en el desarrollo del movimiento cultural y artístico del Renacimiento.
Durante el siglo XV Roma se posiciona nuevamente como una ciudad importante en lo urbanístico. Gracias al impulso de activos papas que actuaron como mecenas, tales como Nicolás V, Pío II, Pablo II, Sixto IV, se promueve el urbanismo, la arquitectura, la escultura y la pintura. Roma comienza a salir del estancamiento del siglo anterior. También, en menor medida, la nobleza y la burguesía (banqueros) romana promoverán el desarrollo del arte y la arquitectura civil. Durante los dos siglos en que se desarrolló el Renacimiento artístico en Roma, se cultivó el estilo del Clasicismo; este estilo, inspirado en los modelos grecolatinos antiguos, buscó expresar en sus obras arquitectónicas, escultóricas y pictóricas, el orden, la simetría, la medida y la proporción. Las obras se distancian del estilo románico y gótico, propios de la Edad Media. Los papas mencionados promovieron la renovación urbana de la ciudad, construyendo importantes edificios, tanto religiosos como laicos (p.ej: el Palacio de la Cancillería, el Palacio Venecia, la Iglesia de Santa María del Popolo). Se ensancharon calles y se desecaron zonas húmedas.
Desde fines del siglo XV y durante todo el siglo XVI, bajo el pontificado de papas como Alejandro VI, Julio II y León X, el desarrollo arquitectónico continuó (p. ej., se construyeron la Basílica de San Pedro, la basílica de Santa María de los Ángeles, la iglesia de San Luis de los Franceses, el Palacio de los Tribunales, etc). Se construyeron nuevas villas habitacionales (p. ej., Villa Julia, Villa Médicis).
A Roma afluyeron notables arquitectos italianos: Bramante, Rafael, Sangallo, Miguel Ángel. Donato Bramante se inspiró en los modelos clásicos y diseñó famosas obras como el templete de San Pietro in Montorio (basados en los antiguos templos de Vesta) y la nueva Basílica de San Pedro. Los trabajos arquitectónicos en esta basílica fueron continuados por Rafael de Urbino (o de Sanzio) y Antonio de Sangallo el Joven; pero, por sobre todo, por Miguel Ángel Buonarroti, el cual la concluirá en gran parte, diseñando su famosa cúpula (la basílica solo quedó terminada de manera definitiva en 1615). La actividad arquitectónica de Miguel Ángel fue prodigiosa, continuando, diseñando y dirigiendo numerosos proyectos, tales como la Tumba de Julio II, el Palacio Farnesio, la fortificación de las murallas, el diseño de la Plaza del Capitolio.
A fines del siglo XVI trabajó Domenico Fontana, reordenando áreas urbanas al construir amplias avenidas que unían diversos espacios y monumentos religiosos.
Durante el siglo XV trabajaron en Roma una serie de pintores y escultores venidos de fuera de Roma, con excepción del pintor nativo Antoniazzo Romano; destacan entre aquellos Pisanello y Piero della Francesca. La técnica del claroscuro, el uso del color, la profundidad, la perspectiva, y la representación de la figura humana bajo motivos religiosos, alcanzaron niveles clásicos. A fines del siglo XV se radicaron en Roma importantes artistas como Botticelli, Signorelli, Pinturicchio, Perugino, Donatello. A comienzos del siglo XVI (el Cinquecento) llegó Leonardo Da Vinci, Rafael, Miguel Ángel, Andrea y Iacopo Sansovino, Peruzzi. Más adelante trabajaron Giorgio Vasari y Caravaggio. Entre todos ellos destacan con fuerza Rafael y Miguel Ángel. Rafael fue célebre por sus “madonnas” y por la decoración de las estancias en el Palacio Apostólico Vaticano. Por su parte, Miguel Ángel, fuera de ser arquitecto, fue escultor y pintor. Notables expresiones escultóricas de Miguel Ángel fueron su David y el Moisés; en la pintura destacó su grandiosa colección de frescos de la Capilla Sixtina.
La renovación de Roma no fue detenida ni siquiera por su famoso “Saco” de 1527 que significó la expoliación de parte de sus obras de arte. Su desarrollo artístico y arquitectónico continuará durante todo el siglo XVI y se proyectará en el siglo XVII bajo la forma del Barroco.

### Roma y la política del Renacimiento
Desde finales del siglo XV y durante parte del XVI Roma estará en la vorágine de la política renacentista de Italia y Europa. En medio de las grandes potencias absolutistas que emergen a comienzos de la Edad Moderna, Roma maniobrará como un estado más, gobernada por sus "reyes-papas", ya sea tratando de fortalecer sus dominios, de unificar Italia o intentando influir políticamente sobre las potencias de la época. Las incursiones del Papado en la política italiana y europea tendrán una amarga retribución para la ciudad: el "Saco de Roma"
Si bien el Concilio de Florencia de 1439 confirmó, mediante dogma, que el pontífice romano tenía el primado sobre todo el mundo y que era el verdadero encargado de guiar y apacentar a la Iglesia, nunca hubo un período como el de fines del siglo XV y comienzos del siglo XVI (con excepción, tal vez, del siglo X o del XIII), en que los intereses de la máxima autoridad de Roma y de la Iglesia fueran tan mundanos y alejados de los verdaderos objetivos de la institución. Al margen de los intereses artísticos-que produjo hermosos frutos al embellecer Roma-, el nepotismo y el deseo de enriquecimiento, a costa de la institución pontificia y de la Iglesia, se practicaron desembozadamente; junto a esto, varios papas consecutivos estuvieron inmersos en la política contingente italiana y europea, tratando de afirmar su dominio en Italia, ya fuese en contra de los otros principados de la península o como reacción frente a la intromisión de los grandes estados absolutistas europeos. Por ejemplo, los papas Sixto IV, Inocencio VIII y Alejandro VI adquirieron la triste fama de ejercer el pontificado con el único objetivo de beneficiar a sus familiares. En particular, Alejandro y su hijo César Borgia ejercieron el poder absoluto en Roma, con su cortejo de excesos y crímenes. César pasó a la historia como el epítome del príncipe violento y sin escrúpulos. A César le dedica Nicolás Maquiavelo su obra cumbre: “El Príncipe”. Maquiavelo identificó a César como el príncipe llamado a hacer la unidad de Italia en contra de los “bárbaros” que dominaban la península-vale decir, franceses y españoles. César, jefe del ejército pontificio durante el gobierno de su padre, desarrolló una activa política belicista tendiente a imponer su dominio sobre el centro de Italia. Conquistó y unificó los pequeños principados de la región; pero el intento de unificación fracasaría con la muerte del padre y su encarcelamiento inmediato por orden de Julio II. César huiría y moriría luego en una batalla en España.
Junto con la necesidad de afianzar el control sobre el centro de Italia, los papas intervinieron en la lucha entre la Francia de los Valois y la España de los Habsburgos, los cuales se disputaban el control sobre el norte y el sur de la península, alegando derechos hereditarios. Cualquiera que venciera impondría su hegemonía en Italia. La lucha entre ambas potencias absolutistas tuvo variadas alternativas. El rey Carlos VIII invadió el reino de Nápoles en 1495, pero fue derrotado por el rey Fernando el Católico al mando de una liga en que participó Alejandro VI. Los españoles se asentarían firmemente en Nápoles. En 1498 Francia volvió a invadir Italia: Luis XII se apoderó de Milán y su comarca. Frente a esta nueva intrusión reaccionaría el papa Julio II.
En 1503 fue elegido papa Julian de la Rovere, más conocido como Julio II. Nunca hubo papa tan dedicado a la actividad bélica y política como este. Su principal objetivo fue expulsar a los franceses de Italia, y en lo posible unificarla bajo su mando; para esto, con ayuda de diversos estados italianos y de Austria, desarrolló una serie de campañas que absorbieron gran parte de su reinado. Finalmente, Luis XII tuvo que ceder y abandonar el norte de Italia.
El sueño de unificar Italia bajo las riendas de Roma se frustró debido a la muerte de Julio. Pero esto no impidió que el Papado siguiera inmerso en la gran política. A Luis XII lo sucedió Francisco I, quien volvió a invadir el Norte de Italia (1518). El papa León X tuvo que aceptar, después de alguna diplomacia, los hechos consumados; Roma y los Estados Pontificios quedaron en una situación inconfortable: los franceses al norte y los españoles al sur. Más pronto los franceses serían desalojados por el soberano español Carlos V (desde 1519 elegido emperador del Sacro Imperio Romano Germánico), el cual puso, prácticamente, al Papado bajo dos fuegos.
En 1526 el papa Clemente VII, temeroso de que sus estados quedaran rodeados completamente por el monarca español, cometió el error de ingresar a una amplia liga europea en contra de este. Como respuesta, el emperador envió un ejército de 45 000 hombres al mando de Carlos de Borbón, quien en mayo de 1527 sitió y tomó la ciudad de Roma. Carlos murió en el ataque; la soldadesca, sin jefe, procedió a saquear y a destruir durante una semana la Ciudad Eterna, con su correspondiente cortejo de vejámenes y violaciones sobre la población civil. El papa, defendido heroicamente por la guardia suiza, se atrincheró en el castillo de Sant'Angelo, procediendo a rendirse una semana después. Algunos meses más tarde, el emperador Carlos liberó al papa, previo pago de un jugoso rescate, y lo confirmó en su jefatura sobre los Estados Pontificios.
El luctuoso acontecimiento, conocido como el “Saco de Roma”, fue una pobre retribución para la ciudad. A diferencia de otros pillajes anteriores, esta vez no fue realizado por pueblos bárbaros, sarracenos o aventureros, si no realizado por fuerzas político- nacionales nacidas en el propio seno de la civilización occidental, civilización a la que Roma había acunado en sus orígenes. Nuevos actos de vandalismo y ultraje, en la escala de los ocurridos durante el Saco de 1527, no volverán a repetirse en la ciudad, ni siquiera durante la Segunda Guerra Mundial.
En 1530 será la última vez que un papa romano coronaría a un emperador del Sacro Imperio. El mismo Clemente VII coronó oficialmente emperador, a Carlos V. Pronto, la milenaria pugna entre el Papado y el Imperio quedaría anacrónica y ambas potencias acercarían posiciones debido al estallido de la Reforma Protestante. La Reforma debilitó por igual al Imperio y al Papado, y los soberanos de Alemania y Roma lucharon en los planos que les correspondía para restablecer la unidad religiosa de sus respectivas instituciones-del Imperio germánico, los unos; de la Iglesia, los otros. No volvió a plantearse más la cuestión de la supremacía entre ambas potestades.
Durante el resto del siglo XVI Roma y el Papado lograron mantener su independencia frente a la hegemonía de España, cuyos soberanos se declararon campeones del catolicismo en contra de la Reforma Protestante, no obstante que el papa Paulo IV volviese a desafiar a la monarquía hispana, siendo Roma nuevamente asediada y tomada por el virrey de Nápoles en 1557; Paulo capituló rápidamente y tuvo que aceptar la supremacía de Felipe II. A cambio de su catolicidad, los reyes españoles le arrancaron a la Santa Sede grandes prerrogativas eclesiásticas, obteniendo el reconocimiento de su calidad de “vicarios” del papa, con el derecho de intervenir en el nombramiento de los obispos bajo su jurisdicción y en cuestiones económicas. Los monarcas de España obtenían, así, el control de la Iglesia en sus dominios;pronto los seguirán los monarcas franceses.

### Roma, bastión de la Contrarreforma (segunda mitad delsigloXVI)
A partir de 1517 estalló la Reforma Protestante en Alemania, cuando el monje Martín Lutero publicó en las puertas del castillo de Wittenberg sus 95 tesis. Lutero no pudo ser obligado a retractarse, ni por orden del papa ni del emperador. De esta forma comenzó el más grave cisma que afectó a la Iglesia y que dio por resultado la formación de las iglesias protestantes y la sustracción de la autoridad del pontífice romano de la mitad de los fieles de Europa. La Reforma fue un duro golpe para el simbolismo que representaba Roma para el mundo germánico. Como reacción frente a los errores y relajación de los dirigentes de la Iglesia, y en especial del Papado, la Europa del Este, del Centro y del Norte se precipitaron en brazos de la Reforma y rechazaron la autoridad del pontífice en materia religiosa, a la vez que se afirmaban las diversas culturas nacionales germánicas, en contraposición a la latina que representaba Roma.
En el intento de recuperar a sus fieles, Roma se transformó, durante la segunda mitad del siglo XVI, en bastión de la llamada Contrarreforma o Reforma católica.
Durante cuarenta años, el Papado se negó a reconocer méritos en la crítica de los reformadores, hasta que se vio obligado a tomar las medidas necesarias para una reforma profunda de la Iglesia, pero esta vez desde dentro.
Ya en una primera etapa había autorizado la formación de nuevas órdenes religiosas, las que resultarían clave en la lucha contra el protestantismo: jesuitas, capuchinos, teatinos, ursulinas, etc. Estas nuevas órdenes se caracterizaron por su disciplina, su espíritu militante y su celo reformador. La Compañía de Jesús fue fundada por san Ignacio de Loyola y san Francisco Javier en 1534 y aprobada por Paulo III en 1540. La Compañía tenía una estructura cuasi militar y su General superior obedecía directamente al papa. La Compañía se instaló de manera permanente en Roma en la persona de su director y de la Congregación General, su máxima asamblea de gobierno. Los teatinos fueron fundados por San Cayetano en 1524 y se les asignó la Iglesia de San Silvestre del Qurinal. Los capuchinos por su parte fueron fundados en 1528 por Fray Mateo de Bascio y fueron una derivación de la más antigua orden de los franciscanos. Estas nuevas órdenes hicieron una activa reevangelización en Italia y Europa, y fuera del continente, en Asia y América. Los jesuitas se distinguirán en la evangelización del Nuevo Mundo y su acción se extendió hasta los más lejanos rincones de ese continente.
En segundo lugar el papa creó una nueva congregación (1542): la Congregación del Santo Oficio, más conocida como la Inquisición romana. Esta era una congregación permanente dirigida por cardenales y prelados. Su misión era detectar posibles casos de herejía, tomar las medidas respectivas en contra de ella, y hacer un catastro con los libros que fuesen considerados ofensivos para la fe y la moral. Persiguió, en consecuencia, a numerosos sospechosos de herejía; como era la tónica de la época, fuese en el ámbito civil o eclesiástico, usando la delación y la tortura de los sospechosos. Esta congregación actuó en Roma, en Italia, e incluso fuera de sus fronteras; sus casos más emblemáticos fueron el juicio, condena y ejecución del filósofo Giordano Bruno (1600) y el célebre proceso y condena de Galileo Galilei (1633) por sostener ideas científicas que atentaban, según el Santo Oficio, contra el orden cósmico y ético establecido y aceptado por la Iglesia.
En tercer lugar el papa Paulo III decidió convocar a un gran concilio ecuménico con el fin de revisar las doctrinas y establecer nuevas normas disciplinarias para la Iglesia. El Concilio, celebrado en Trento, fue convocado en 1545 y solo terminó en 1563. El Concilio de Trento definió con claridad los dogmas de la Iglesia, publicando el famoso catecismo tridentino, un compendio sistemático de las doctrinas católicas, y aprobó una reforma eclesiástica consistente en reorganizar el clero y velar por su formación y disciplina. Se fundaron seminarios y se vigiló la conducta de los sacerdotes.
Como resultado de las acciones realizadas, hacia 1650 más de dos tercios de Europa reconocía obediencia a la Iglesia católica.
En la propia Roma los papas mejoraron sus costumbres y moderaron algo el lujo de la corte. Durante el reinado de Pío IV se destacó la figura del secretario de Estado Carlos Borromeo, quien aplicó en los Estados Pontificios y en la Iglesia los principios tridentinos en toda su esencia.
La expresión del manierismo fue meticulosamente difundida con Vignola, para edificios civiles y religiosos en Roma y en todos los Estados Pontificios, sus obras maestras, incluso antes de la Iglesia del Gesù (1568), se convirtieron en villas como Villa Giulia y Villa Farnese.
La Contrarreforma se expresó con energía en Roma mediante las acciones realizadas por el papa Pío V, quien combatió el lujo y la ostentación de la corte y la vida disipada de la población civil, vale decir, el juego, el matonaje, los duelos y la prostitución. Roma, a semejanza del resto de las ciudades renacentistas de Italia y Europa, se caracterizaba por una vida social activa y turbulenta, alejada en muchos casos de los ideales evangélicos, y que se desarrollaba en presencia misma de las autoridades pontificias, las cuales tampoco descollaban en el ejercicio de las virtudes cristianas. La Inquisición y la policía actuaron severamente encarcelando y expulsando de Roma a los individuos considerados antisociales.
Es digno de mencionar que Pío promovió la formación de la Santa Liga contra los turcos, a la que adhirió España, Venecia y Génova. El Estado Pontificio aportó con 12 galeras y más de 3000 soldados, y se obtuvo en 1571 la victoria de Lepanto.
Durante el pontificado de Gregorio XIII se produjo una fuerte reacción de parte del populacho reprimido, que volvió a recuperar sus espacios urbanos. Roma cayó en un período de inseguridad social, agravado por un bandolerismo endémico que asolaba la comarca.
Entonces apareció la figura de Sixto V (1585-1590), quien en su corto reinado impuso el orden a sangre y fuego, persiguiendo a los bandidos rurales y a la plebe urbana delictual; su brazo policial alcanzó por igual a pobres, ricos, plebeyos y nobles, a civiles y eclesiásticos (sacerdotes, prelados e incluso cardenales), a los que acosó por motivos reales y supuestos. El reinado de Sixto fue una verdadera dictadura teocrática, en la mejor línea de la más radical “república cristiana” calvinista.
Después de la muerte de Sixto, execrado por el pueblo, la vida cotidiana de Roma adquirió formas más acordes con los modos de la vida urbana italiana.

### ElsigloXVII: La época del Barroco y la declinación de la influencia pontificia en Europa
Durante el siglo XVII Roma pierde más y más protagonismo internacional. Su máxima autoridad, el Papado, declina aceleradamente su influencia política en Europa. Los intentos de mediar, hacer componendas entre los soberanos, exigir cuotas de participación en el concierto internacional, o tan siquiera obligar a los monarcas usando los argumentos espirituales del Medioevo, constituyen ya un anacronismo histórico. Los grandes poderes absolutistas, en especial España, Francia y Austria, prácticamente no toman en cuenta la opinión de la Santa Sede en los asuntos de Europa. En contraposición a la pérdida de influencia de su tradicional institución, la ciudad se expande desde el punto de vista urbano, se embellece gracias al Barroco, y adquiere su rostro actual. La población sube de los cien mil habitantes y Roma se convierte en la hermosa ciudad que conoce nuestra época Contemporánea.
Durante el siglo XVII se asiste al declive de la influencia del papa en los asuntos europeos. La opinión del papa prácticamente dejó de ser tomada en cuenta, tanto por los gobernantes católicos como protestantes, en especial después de la guerra de los Treinta Años y la Paz de Westfalia (1648). La existencia de los Estados Pontificios dependió más bien de la buena voluntad de los monarcas, inmersos en sus conflictos por la supremacía en el continente. Ni como árbitro ni mediador era requerida ya su presencia . El Papado maniobraba con dificultad entre los soberanos a fin de mantener su independencia. Los papas del siglo hicieron, en líneas generales, una firme defensa de su derecho de ser reconocidos como príncipes temporales y jefes de la Iglesia, pese al poder avasallador de reyes tan absolutistas como Luis XIV de Francia, quien prácticamente separó a la iglesia de este país de la obediencia a Roma, creando una iglesia gala dependiente de él.
Gracias a una eficiente Cancillería y al gran número de congregaciones Roma pudo suplir la brevedad de los pontificados y mantener la continuidad en el gobierno de la Iglesia y la ciudad. Era dirigida por un gobernador encargado de aplicar justicia y velar por el orden, apoyado en la guardia pontificia y en los cuerpos militares urbanos.
Si bien los principios de la Contrarreforma tridentina empezaron a difundirse en la Iglesia católica, los modos de los siglos anteriores se mantuvieron en la corte papal y en la curia; tampoco hubo papas que se destacaran significativamente, ni en el aspecto evangélico ni en lo reformista. Fue usual que se siguiera apelando al nepotismo y la vieja práctica del derroche y el lujo, tanto en la corte como de parte de la nobleza, aunque ya no al nivel de la relajación que existió durante la época renacentista.
Muy diferentes eran las condiciones de vida del pueblo urbano y campesino. La sociedad romana era muy desigual: contrastaba la riqueza de la corte y de las familias aristócratas con la miseria de la plebe urbana y campesina, especialmente con esta última; su pobreza estimulaba un bandidaje endémico, lo que hacía que los entornos de Roma fueran inseguros.
Como fruto de la Reforma, de las prácticas regalistas de los reyes católicos y del recorte de las facultades de gobierno sobre las iglesias nacionales, el cuantioso flujo de ingresos de estas últimas comenzó a declinar. El gobierno palió el déficit estimulando otras fuentes de ingreso, como fue el arrendamiento de la explotación de alumbre de uso textil a particulares y el estímulo de la construcción.
La Contrarreforma se expresó mediante el arte del Barroco. El casco histórico de Roma adquirió buena parte de su aspecto actual. Se recuerda la obra constructiva de los papas Urbano VIII, Inocencio X y Alejandro VII.
Durante el siglo XVII trabajaron en Roma varios famosos arquitectos, entre los que destacan Francesco Borromini y Gian Lorenzo Bernini. Estos últimos llenaron Roma con una profusión de palacios, iglesias, villas y extensas plazas decoradas con jardines, estatuas, escalinatas, columnas y columnatas, obeliscos, fuentes y surtidores. El Barroco, con su gusto por las figuras curvas y recargadas, embelleció Roma, dejando muy atrás la pobreza arquitectónica del Medioevo. El estilo barroco se aprecia en innumerables espacios y obras construidas, reconstruidas o decoradas: Plaza de San Juan de Letrán, Plaza de San Pedro, Plaza Navona, iglesias de San Andrés del Valle, San Andrés del Quirinal, el palacio Pallavicini-Rospigliosi, Palacio Barberini, Palacio Montecitorio, Oratorio de San Felipe Neri, Biblioteca Alejandrina, Capilla de los Reyes Magos, etc.
En la pintura destacó el flamenco Rubens, quien pasó una estadía en Roma a comienzos del siglo XVII. Los estilos clasicista y realista predominaron en ese siglo proyectándose al siguiente.
Roma siguió creciendo en población, alcanzado a mediados del siglo, una cifra aproximada de unos 120 000 habitantes; este crecimiento estuvo asociado a la restauración del suministro de agua, al repararse antiguos acueductos destruidos casi mil años atrás (p.ej: Sixto V había reparado el acueducto de Septimio Severo a fines del siglo XVI).

### Los intentos de modernización de los Estados Pontificios durante elsigloXVIII
El panorama de Italia durante el siglo XVIII es el de una gran fragmentación en pequeños estados replegados sobre sí mismos, en continua rivalidad y excluidos del gran circuito comercial internacional desplazado hacia el Atlántico. El norte de la península cayó bajo la hegemonía de Austria, la cual había reemplazado a Francia, situación que duró hasta 1734. Italia se convirtió en caja de resonancia de conflictos europeos, como fue la guerra de sucesión española (1701 a 1713), y la mayor para la península que, prácticamente, se decidió en su suelo: la guerra de sucesión polaca (1733 a 1738), en la cual un combinado de fuerzas francesas y españolas derrotaron a Austria. A partir de 1748 y hasta la década de 1790 Italia gozará de un período de paz.
En medio de estos conflictos empieza a descollar una nueva potencia regional italiana: el ducado de Saboya, convertido luego en el reino del Piamonte. El Piamonte maniobrará entre las potencias en conflicto obteniendo algunas ganancias territoriales en el norte de la península. Este reino liderará la unidad italiana en el siglo XIX y conquistará Roma para sí.
Hacia mediados del siglo XVIII se desarrolló en Roma el estilo artístico llamado neoclásico, el cual volvía a redescubrir las raíces griegas y romanas de la arquitectura y las artes plásticas, sustituyendo al estilo rococó (la última expresión del barroco). Decisivo en este nacimiento artístico fue la presencia en Roma del pintor alemán Anton Mengs y el arqueólogo, también alemán, Johann Winckelmann y la publicación de los grabados de Giovanni Battista Piranesi. Los descubrimientos arqueológicos y la obra pictórica de estos personajes inflamaron la imaginación de arquitectos, escultores y pintores europeos y americanos, los cuales sembraron sus respectivos continentes con las obras neoclásicas, como por ejemplo los Campos Elíseos en París, diseñados por Fontaine, el pórtico del Museo Británico por Smirke, el Teatro Real de Berlín de Schinkel, los trabajos para la nueva capital de Estados Unidos-Washington-, impulsados por Jefferson, el Palacio de la Moneda en Santiago de Chile, obra del arquitecto romano Joaquín Toesca.
En la propia Roma las edificaciones en estilo rococó de la primera mitad del siglo-de esta época data la famosa Fontana de Trevi- fueron sustituidos por los neoclásicos, lo que se expresó en los trabajos de Valadier, quien hizo arreglos en la plaza del Popolo, en la restauración del Coliseo y del Arco de Tito.
La escultura neoclásica tuvo su mayor exponente en Antonio Canova, quien trabajó en Roma a finales del siglo XVIII y comienzos del siglo XIX.
Políticamente, pese a las guerras de la primera mitad del siglo XVIII, Roma y los Estados Pontificios vieron un período de calma relativa durante la segunda mitad del siglo. Una constante fue el crónico déficit fiscal que se debió afrontar, debido al recorte, por acción de los gobiernos absolutistas de la Europa católica, imbuidos de regalismo, de las remesas de dinero provenientes de las iglesias nacionales. Otro problema era la subsistencia de formas semifeudales y particularistas que hacían difícil una administración racional. A partir de 1730 los papas trataron de modernizar sus heterogéneos estados en todos los terrenos: urbanístico, administrativo, comercial, financiero y agrícola, empresa que acometió con energía el cardenal Julio Alberoni. Destaca la figura del papa Benedicto XIV, quien realizó reformas y estimuló la educación y las ciencias, potenciando con nuevas cátedras la Universidad de Roma. Hay que decir que la ciudad en este siglo no solo era destino de las peregrinaciones religiosas (un carácter ya milenario que dio lugar a las llamadas vías romeas), si no meta obligada de estudiantes aristócratas y burgueses de casi toda Europa; se recuerda a este respecto la presencia de los estudiantes ingleses; era habitual, también, la venida de estudiosos alemanes, como fue la larga estadía en la ciudad del famoso poeta y dramaturgo Johann Wolfgang von Goethe. La ciudad era considerada un centro cultural por excelencia y conexión con el pasado distante. En ciernes está la corriente cultural del romanticismo, la cual se inspiró, en parte, en la contemplación de las ruinas romanas.
A fines del siglo, el papa Pío VI realizó reformas de envergadura en el terreno tributario y comercial, en consonancia con el nuevo espíritu ilustrado que privilegiaba el libre comercio y la igualdad ante la ley y los impuestos.

## Época Contemporánea
A instancias de las corrientes revolucionarias liberales y los movimientos nacionalistas, Roma sufre en la Edad Contemporánea una transformación política esencial: Roma se reintegra a la nación italiana y se convierte en la capital de un Estado italiano unificado. La ciudad crece en población superando las cifras que alcanzó en la Antigüedad y desbordando en su expansión las viejas murallas. El dominio milenario de la autoridad pontificia termina en el siglo XIX, pero su presencia no desaparece, pues esta logrará el reconocimiento posterior, en la primera mitad del siglo XX (de parte de la autoridad fascista) de su soberanía sobre la Colina Vaticana, creándose el pequeño Estado de la Ciudad del Vaticano, sucesor de los Estados Pontificios, y que le asegura al Papado su independencia política. Por su parte, Roma fundirá su historia con la de Italia y sus vicisitudes irán ligadas a su desarrollo histórico.

### SiglosXVIIIyXIX
Durante la segunda mitad del siglo XVIII Roma y el Papado deberán enfrentar a la Ilustración y la Revolución Francesa, con su corolario que fue la aventura imperial de Napoleón. Muy maltrecho, el Papado recuperará por un tiempo, gracias a las dádivas del Congreso de Viena, su dominio sobre Roma. Durante el siglo XIX la ciudad se verá envuelta en los movimientos nacionalistas que harán la unidad de Italia.

#### La Ilustración y el avance del laicismo modernista: presión política e ideológica sobre Roma
En la segunda mitad del siglo XVIII el clima político e intelectual se volvió en contra de la autoridad religiosa y temporal del Papado, inclusive en las tradicionales monarquías católicas. En Francia e Inglaterra se desarrolla el fenómeno de la Ilustración, cuya máxima obra fue la publicación en París de la Enciclopedia. Las diversas corrientes que conformaban el movimiento ilustrado (racionalismo, empirismo, liberalismo, ateísmo, etc.) inspiraron una disposición anímica negativa hacia la Iglesia y el Papado entre las clases intelectuales, especialmente burguesas de Europa Occidental; disposición que fue contagiada a los gobiernos absolutistas, formalmente católicos y regalistas, pero que en la práctica adoptaron posturas laicistas que iban en detrimento de la autoridad y los bienes de la Iglesia, especialmente en Portugal y España. Se inició una creciente presión política e ideológica, frente a la cual reaccionaron con desigual éxito los pontífices. Por ejemplo, constituyó una derrota en toda la línea la supresión, no solo en Roma, si no en todo el orbe católico, de la Compañía de Jesús debido a la debilidad del papa Clemente XIV en 1773, presionado por los gobiernos laicos. Pronto se iniciará la Revolución Francesa, lo que constituirá una hecatombe para el catolicismo francés y la autoridad pontificia en Roma.

#### La Revolución Francesa y la República Romana
La República surgida de la Revolución Francesa procedió a establecer en los territorios italianos ocupados unas pequeñas repúblicas títeres, anunciando que la tiranía absolutista había terminado: la República Cisalpina, la República de Liguria. Presionado, el papa Pío VI tuvo que entregar a la República Cisalpina ciertos territorios, como Aviñón, la Romaña, Bolonia y Ferrara. Pero pronto los ejércitos franceses invadieron los Estados Pontificios y ocuparon Roma. El 10 de febrero de 1798 el ejército francés llegó a la ciudad, revocando el poder temporal del Papa cinco días después y proclamando la República Romana. Aquellas y esta debieron pagar a Francia pesados tributos. Esta efímera república duraría hasta el 19 de septiembre de 1799, cuando las tropas francesas abandonaron la ciudad, acosadas por los Borbones del reino de Nápoles, enemigos de la Revolución. La ciudad fue tomada por los napolitanos el día 30 del mismo mes. Los Estados Pontificios fueron restaurados.
En 1801 el nuevo papa Pío VII firmó un Concordato con Napoleón. Napoleón ya se había ganado el favor de los franceses y la existencia del Estado papal se volvió precaria nuevamente. En 1807 Napoleón dio el paso definitivo y procedió a clausurar su independencia política: traspasó una serie de territorios pontificios -Ancona, Urbino y otros- al recién creado Reino de Italia (bajo soberanía francesa) e incorporó en forma definitiva Roma y los restos del territorio papal al Imperio Francés. El papa fue tomado prisionero y deportado a Savona.
El imperio napoleónico fue un formal intento de restauración del antiguo Imperio de Occidente. Napoleón se lanzó en su ambicioso proyecto político, resucitando los signos imperiales romanos -entre ellos la declaración de Roma como segunda capital-. Su legislación estuvo inspirada en el Derecho Romano, y trató por todos los medios de incorporar la mayor parte de los territorios que una vez pertenecieron a aquel imperio. Pero sus anhelos imperiales se estrellaron pronto con la realidad del nacionalismo europeo, lo que hizo inviable la restauración. Una serie de coaliciones, instigadas por Inglaterra y Austria, desembocaron en Waterloo, cesando el dominio francés sobre Italia y Roma (1815).
El dominio napoleónico sobre la ciudad se tradujo en un nuevo saqueo de sus obras artísticas, las que fueron conducidas a Francia.

#### Los movimientos liberales y nacionalistas delsigloXIXy la unificación de Italia
El pontífice romano recuperó, gracias a la acción del Congreso de Viena, su soberanía absolutista sobre Roma y los Estados Pontificios. Pero en la década de 1820 y 1830 la agitación revolucionaria liberal se reactivó en la península, en concordancia con el movimiento liberal europeo, que tenía en Francia su epicentro. A esto se sumó la acción del nacionalismo italiano, impulsado por patriotas como Giuseppe Mazzini, los que aspiraban a la reunificación de Italia con Roma por capital. Con dificultad, y con ayuda de fuerzas austriacas, el Papado logró contener los impulsos revolucionarios.
En 1848 la revolución liberal estalló con más fuerza en la península, alcanzando los Estados Pontificios. En 1849 los liberales y nacionalistas depusieron al Papa y proclamaron una Segunda República Romana, eligiendo a Mazzini como uno de sus dirigentes. La vida de esta República fue breve, pues fue atacada por contingentes católicos multinacionales y derribada nuevamente. Una vez más -y la última- el papa recuperó el gobierno de Roma.
Hacia 1860 los Estados Pontificios abarcaban una considerable extensión del centro de Italia. En el norte de la península el reino del Piamonte, gobernado constitucionalmente por la dinastía de Saboya y por el famoso ministro Camillo Benso, conde de Cavour, inició la reunificación definitiva de Italia. El Piamonte se había convertido en un actor importante, expulsando a los austriacos de la Lombardía y, posteriormente, del Véneto (1866). Mediante expediciones militares, presiones políticas y plebiscitos, el Piamonte se fue adueñando del sur y centro-norte de Italia, cercenando territorios del estado papal. El papa Pío IX (Nono) logró obtener la ayuda de Napoleón III de Francia, deseoso de congraciarse con la población católica de su imperio. Los restos de los Estados Pontificios fueron defendidos por las tropas francesas.
En medio de la debacle del poder pontificio sobre Roma, el papa Pío Nono desafió al liberalismo y a las otras corrientes modernas, publicando en 1864 el Syllabus, documento polémico en que se condenó lo que, a juicio del Papado, eran los "errores modernistas"; y en 1869, sitiada Roma por las fuerzas italianas, convocó al Concilio Vaticano I, en que se aprobó la doctrina de la "infalibilidad papal" en la cátedra de asuntos de fe y moral.
En el año 1870 ocurrió la guerra franco-prusiana, y Napoleón se vio en la necesidad de retirar sus tropas de Roma. Inmediatamente, el rey Víctor Manuel II exigió del papa la reintegración de Roma al recién creado Reino de Italia. El papa Pío se negó y la ciudad fue asaltada por las fuerzas italianas, las que la tomaron después de una breve resistencia (20 de septiembre de 1870). De esta forma ocurría un hecho trascendental: Italia recuperaba su unidad política perdida desde las invasiones lombardas y Roma reasumía su condición de capital histórica. Se extinguió definitivamente el poder temporal del Papado sobre la ciudad y Pío Nono se recluyó en el Palacio Apostólico, declarándose moralmente prisionero del nuevo estado italiano. Comenzaba la llamada "Cuestión romana".

#### Roma, capital del Reino constitucional italiano (hasta 1922)
La unificación de Italia le confirió a Roma una nueva condición: sede del gobierno italiano bajo la forma de una monarquía constitucional. La incorporación de Roma fue sancionado mediante un plebiscito unánimemente favorable a la unidad, y a partir de 1871 la ciudad comenzó a albergar a las máximas instituciones del reino: la monarquía, los ministerios, el Parlamento, los máximos tribunales, legaciones extranjeras, consulados, etc. Progresivamente se fueron haciendo los trabajos arquitectónicos y urbanísticos necesarios (barrios del Quirinal, Viminal, Esquilino) que permitiesen dotar a Roma de la infraestructura necesaria para instalar las dependencias del gobierno. Por espacio de cincuenta años se practicó un régimen liberal que, desgraciadamente, no logró consolidar, pues navegó en medio de constantes crisis económicas y sociales, sumado a aventuras coloniales semifracasadas (conquista de Libia, derrota en Etiopía). A la postre, el régimen parlamentario sería derribado por Mussolini.
La “Cuestión romana” no fue resuelta y dividió penosamente a la opinión pública católica, tanto europea como italiana, aunque en la práctica no existiese coerción sobre el Papado; los sucesores de Pío Nono (fallecido en 1878) tuvieron plena libertad de movimiento. La demanda papal de autonomía política no se resolverá hasta el período fascista.
A partir de 1870 y durante los primeros cuarenta años del siglo XX, Roma entró en un nuevo período de expansión urbana. Las murallas aurelianas fueron rebasadas y se abrieron nuevas vías (Vías Cavour, Víctor Manuel, Nazionale, etc), se demolieron antiguos barrios residenciales y se construyeron otros nuevos (Salario, Flaminio, Monteverde, Nomentano, etc). Se aplicaron fórmulas neoclásicas, cuyo ejemplo más conocido es el monumento a Víctor Manuel II. La población de la ciudad pasó de un cuarto de millón de habitantes en 1871 a los casi 700 000 para 1922, acercándose a las máximas cifras que tuvo en la Antigüedad; su población seguirá creciendo por impulso del régimen fascista.
La falta de tradición democrática, la frustración provocada por los magros resultados de la Primera Guerra Mundial, y las crisis económicas que se abatieron sobre la población, terminado el conflicto bélico, hicieron que la democracia liberal perdiera la confianza de los italianos, provocando que una gran mayoría se inclinara hacia posturas ideológicas extremas. De este caldo de cultivo se aprovechó el exsocialista y agitador ultranacionalista Benito Mussolini, quien, al mando de sus “Camisas Negras”, se apoderó por la fuerza del gobierno italiano-la "Marcha sobre Roma"-, inaugurando una era dictatorial, caracterizada por la clausura del régimen liberal y la instalación de un estado corporativo totalitario: el estado fascista.

### SigloXX
El siglo XX presenció la participación de Italia en la Primera Guerra Mundial, su decepción frente a los resultados de la guerra, su caída en un régimen totalitario fascista, su desafortunada participación en la Segunda Guerra Mundial, la conversión del estado en una República democrática, el posicionamiento de Italia en el grupo de los países desarrollados. En medio de aquello, Roma ha sido un escenario obligado de los hechos históricos, ha continuado su expansión urbanística, arquitectónica y demográfica y se ha convertido en uno de los más importantes focos culturales, turístico, religioso e institucional de Italia, Europa Occidental y del mundo.

#### La Roma fascista de Benito Mussolini y la Segunda Guerra Mundial
Mussolini, que propugnaba una concepción totalitaria y nacionalista del poder, apeló a viejos símbolos del pasado romano con objeto de justificar su régimen: desde el mismo nombre del partido que encabezaba -los fascios eran una serie de varas y hachas fuertemente atadas y que constituían los símbolos de poder de los cónsules-, pasando por el antiguo saludo imperial, la copia del estilo arquitectónico y escultural romano adaptado a las expresiones públicas del fascismo, hasta las continuas referencias al pasado imperial de Roma e Italia, lo que se tradujo en las pretensiones de hacer del Mediterráneo nuevamente un lago italiano y en la agresión a Albania y Grecia en los comienzos de la Segunda Guerra Mundial; en la misma línea estuvieron la denostada y aparatosa campaña militar que llevó a las fuerzas italianas a conquistar el casi inerme reino africano de Etiopía, declarándose a Víctor Manuel III como “emperador”, y la irregular participación de las tropas fascistas en la guerra civil española en abierto apoyo al régimen de Francisco Franco.
Roma fue el teatro obligado de la grandilocuencia de Mussolini y del exhibicionismo militarista del fascismo, estilo que fue copiado por Adolf Hitler en Alemania.
Bajo el régimen fascista Roma siguió creciendo en población, alcanzando para 1944 la cantidad de 1,5 millones de habitantes, superando por vez primera la población que se había alcanzado en el siglo II. Se demolieron algunos barrios antiguos y se implementaron nuevos proyectos viales y arquitectónicos -como la Vía del Impero (actual Vía del Foro Imperial), el Foro Itálico, el barrio de la E 42 (actualmente barrio de la Exposición Universal de Roma).
Como herencia del fascismo estuvo la solución de la “Cuestión romana”. Mussolini firmó con el papa Pío XI los Pactos de Letrán, por los cuales el estado italiano reconocía al Papado su plena soberanía sobre el área de la Colina Vaticana, surgiendo de este modo, en el corazón de Roma, el Estado de la Ciudad del Vaticano, entidad sucesora de los extinguidos Estados Pontificios. La tradicional institución recuperó, una vez más, su independencia política en su antiguo solar.
El rechazo que provocó la ilegal invasión de Etiopía en las democracias occidentales y en la Sociedad de las Naciones, hizo que Mussolini se acercase al régimen nazi de Hitler, firmando pronto un pacto de ayuda mutua. La entrada de Italia a la Segunda Guerra Mundial como aliado de Alemania y Japón (el Eje Roma-Berlín-Tokio) fue el principio del fin para el régimen fascista, ya desgastado por casi veinte años en el poder.
A partir de 1943 se produjo la invasión aliada a través de Sicilia. Pronto Roma se transformó en frente de guerra. En julio de ese año los aliados procedieron a bombardear el equipamiento militar de la ciudad. No obstante ser Roma, en aquellos instantes, la capital forzada del fascismo, pesó más en la conciencia aliada el pasado histórico de la ciudad que el mero cálculo militar. Los aliados tomaron las máximas medidas de seguridad para no afectar a la población, a la Ciudad del Vaticano, ni a las iglesias y monumentos antiguos, actitud que contrastó bastante con el trato que ambos bandos dieron a las grandes capitales en conflicto, arrasadas -especialmente Londres, Varsovia, Berlín y Tokio- por devastadores, continuos e indiscriminados ataques aéreos. El bombardeo fue muy planificado y publicitado mediante el lanzamiento de panfletos.
Medio millar de aviones, a plena luz del día, realizaron la faena. Y a pesar de que hubo escasas pérdidas de vidas y la destrucción se limitó a las áreas suburbanas, el efecto político fue inmediato. Se produjo un éxodo masivo de la población romana fuera de la ciudad. En rápida sucesión el gobierno de Mussolini cayó, el rey ordenó la captura del dictador y la formación de un nuevo gobierno que negociase la paz con los aliados. Entonces entraron en escena las fuerzas alemanas, las cuales procedieron a ocupar la ciudad dispuestos a resistir a ultranza. Tras intensas negociaciones, en que participó la Santa Sede, Roma fue declarada “Ciudad abierta” (agosto de 1943) por las autoridades nazis, retirándose, posteriormente, los alemanes más al norte. Se evitaron nuevas destrucciones y bajas y las fuerzas aliadas liberaron la ciudad, desfilando con sus tanques por el centro histórico, en medio de la aclamación del pueblo romano, harto del fascismo y la ocupación nazi (4 de junio de 1944).
Después de la ejecución de Mussolini y el fin de la guerra, el Referéndum de 1946 abolió la monarquía e instauró la República italiana.

#### Roma, capital de la República de Italia
Después de la guerra, Roma ha seguido creciendo en todo sentido como consecuencia del “milagro económico italiano” de reconstrucción y modernización. En primer lugar, en población. Para 1980 su población ascendía ya a los 2 800 000 habitantes. En su desarrollo Roma ha ido englobando localidades que en el pasado quedaban fuera de su radio urbano: Torrevechia, Labaro, Osteria, Octavia, etc. Se han creado nuevos barrios de carácter más bien funcional: Prenestino, Monte Mario, Vigna Clara, Ostiense, Tuscolano, etc. Se han construido nuevas obras arquitectónicas: la estación Termini, el Palazzeto del Deporte, la Villa Olímpica, el Estadio Olímpico, el Palacio Renascenza, el aeropuerto Fiumicino (hoy Leonardo Da Vinci). Esta expansión geográfica y su aumento en población se han debido, en parte, a las necesidades administrativas del Estado italiano, en parte, al desarrollo de las actividades industriales, turísticas y de servicios.
En Roma tienen su sede los Poderes del Estado italiano: la Presidencia de la República, los ministerios, el Parlamento (formado por dos cámaras: la de Diputados y el Senado), los máximos tribunales de justicia; también, las embajadas y consulados extranjeros ante la República de Italia y la Santa Sede.
En lo estrictamente local la ciudad ha sido gobernada, desde el fin de la guerra, y como nunca en su historia, mediante fórmulas genuinamente democráticas y republicanas. Un Ayuntamiento (Comuna de Roma) o Municipalidad, constituido por un Concejo municipal elegido por 4 años mediante sufragio universal y en que el alcalde es elegido a su vez por los concejales, ejerce la potestad edilicia. Como una forma de descentralizar el gobierno local la ciudad ha sido dividida en numerosos municipios autónomos a partir de 2013 (unos 15), de los cuales el Municipio I, llamado Centro Storico es uno de los más característicos.
Roma ha sido testigo de la agitada vida política italiana, caracterizada por la pugna de múltiples partidos, las coaliciones entre ellos, las crisis de gobierno y la presencia de carismáticos personajes que han ejercido el cargo de primer ministro. Pero también la ciudad ha presenciado la lacra del terrorismo urbano, como fue el azote de las Brigadas Rojas durante la década de los 70 y comienzos de los 80 y que cobró en sus calles la vida del ex primer ministro Aldo Moro, o el alevoso atentado en contra del papa Juan Pablo II en 1981.
La recuperación de su independencia ha impulsado al Papado a realizar una intensa actividad misionera, con grandes repercusiones fuera de las fronteras de Italia. El papa Juan XXIII llamó en 1959 a la celebración del Concilio Vaticano II, mediante el cual la Iglesia ha intentado modernizarse, especialmente en su liturgia. Pablo VI inauguró la era de los viajes apostólicos fuera de Italia, política que fue capitalizada por Juan Pablo II, el “Papa Viajero”, quien misionó fuera de Roma en innumerables ocasiones y cuya actividad tuvo profundo impacto en el desarrollo de los acontecimientos de Europa Oriental durante la década de los 80 y 90. A finales de febrero de 2013 se produjo la inesperada renuncia del papa Benedicto XVI, siendo elegido para la Silla Pontificia un nuevo papa, esta vez de origen latinoamericano, de nacionalidad argentina, el cual adoptó el nombre de Francisco. En la actualidad, el papa Francisco sigue siendo la máxima autoridad religiosa de Roma, su tradicional obispo, el “Sumo Pontífice”, el cual es referente obligado, ya sea a favor o en contra, de millones de católicos y no católicos en el mundo.
Roma adquiere un aspecto más y más cosmopolita debido a su gran población transeúnte. Si desde antes era centro de peregrinaciones religiosas (vías romeas) y turísticas, ha sido en la segunda mitad del siglo XX y comienzos del siglo XXI que la presencia de extranjeros ha aumentado en forma exponencial: sus múltiples centros de interés -museos, galerías artísticas, iglesias, monumentos y ruinas antiguas, catacumbas, plazas, villas, edificaciones renacentistas, barrocas y neoclásicas, modernistas, etc- han atraído poderosamente el interés de los visitantes de todas las latitudes y continentes. La industria del turismo sigue siendo una importante fuente de ingresos para la ciudad. Por su parte, la Ciudad del Vaticano atrae a su propia multitud, constituida por creyentes y turistas, presentes en las homilías, en beatificaciones y canonizaciones, o bien visitando sus museos y bibliotecas.
En materia económica Roma se ha consolidado como un centro de industria liviana (textiles, alimentos, productos farmacéuticos, imprenta, etc), se ha convertido en el núcleo de las redes ferroviarias y del sistema de autopistas de Italia. También es el mayor centro financiero de la península. El desarrollo de los servicios y del comercio han venido ocupando a otra buena parte de la población romana. Se destaca su industria cinematográfica, muy activa durante la década de los 50 y 60, con extraordinarios directores -Federico Fellini, Vittorio De Sica, Luchino Visconti, Pier Paolo Pasolini, etc.
La actividad cultural se ha expandido notablemente: la Universidad de Roma se ha posicionado como la mayor de Italia, con casi 150 000 estudiantes. Las actividades artísticas están representadas por sus múltiples academias y teatros. Sus galerías artísticas (p.ej: Borghese, Nacional de Roma) son centros obligados de interés. Por otro lado, han venido proliferando numerosas academias culturales y artísticas, tanto italianas, como pontificias e internacionales.
Tras la represión fascista de la primera mitad del siglo XX, Roma fue, durante los 50 y 60, el epicentro de un estilo de vida desenfadado (principalmente entre los grupos altos adinerados) que ha sido llamado la dolce vita (la Dulce Vida), fenómeno expresado en el cine por la película homónima de Federico Fellini (1960) y con la actuación de Marcello Mastroianni. También, durante la posguerra, Roma, en correlación con la abundante ayuda económica de los Estados Unidos, estuvo muy en contacto con las formas culturales de esta nación, relación reflejada, especialmente, en el cine y en las otras artes.
Después de la guerra Roma ha sido elegida como sede por empresas transnacionales e instituciones internacionales, culturales y humanitarias (p. ej., la FAO: Organización de las Naciones Unidas para la Agricultura y la Alimentación, el FIDA: Fondo Internacional del Desarrollo Agrícola).
La ciudad fue el escenario histórico en que se creó la Comunidad Económica Europea (CEE) y la Comunidad Europea de la Energía Atómica (EURATOM) mediante la firma de los "Tratados de Roma" (25 de marzo de 1957), suscritos por seis países de Europa Occidental; tales acuerdos fueron el primer gran paso dado por los europeos en pro de su unidad continental. Ambos tratados han sido la base para la actual Unión Europea.
Roma fue también la cuna del Club de Roma (1968), una asociación integrada por científicos, políticos, personalidades, especialistas y organizaciones de distinto ámbito, cuyo objetivo es la creación de un Nuevo Orden Mundial, basado en la propuesta de políticas sustentables y ambientalistas. Este Club ha tenido un importante impacto en el desarrollo de las nuevas corrientes ecologistas y de análisis social.
Roma fue sede los Juegos Olímpicos de 1960, para lo cual se edificó la Villa Olímpica. El destacado arquitecto Pier Luigi Nervi diseñó algunos de los edificios que albergaron los juegos. También Roma fue una de las sedes del Campeonato Mundial de Fútbol de 1990 organizado por la FIFA.